# Gymnorhina tibicen
El verdugo flautista (Gymnorhina tibicen o Cracticus tibicen), también conocido como urraca canora o urraca australiana, es una especie de ave paseriforme de la familia Artamidae, originaria de Australia y el sur de Nueva Guinea y única representante del género Gymnorhina. La especie está estrechamente relacionada con los miembros del género Cracticus (grupo taxonómico al que pertenecía anteriormente), en especial el verdugo negro. Pese a su nombre, no está relacionado con la urraca, que es un córvido. En el pasado se reconocían tres especies distintas, pero las zonas de hibridación de cada una de ellas reforzó la idea de que se trataba de una sola población con varias subespecies. Hoy se reconocen nueve.
El adulto es bastante robusto y mide unos 37-43 cm de longitud. Tiene un plumaje blanco y negro, ojos rojizos (o marrón oscuro) y un pico puntiagudo de apariencia blanca, que es una mezcla de negro con azul claro. El macho y la hembra son similares y solo se diferencian por unos rasgos en la parte posterior. Las patas largas le permiten caminar en lugar de dar saltos o andar como pato, por lo que pasa mucho tiempo en el suelo. Esta característica ha llevado a algunos autores a mantenerlo en un género aparte, Gymnorhina. Es considerado uno de los pájaros cantores más famosos de Australia, ya que tiene un repertorio de vocalizaciones complejas.
Es un ave omnívora, pero la mayor parte de su dieta se compone de invertebrados. En general, es sedentaria en toda su distribución geográfica, con un comportamiento bastante territorial. Común y extendido, se adapta muy bien a la presencia humana y se ha convertido en un pájaro familiar en parques, jardines y tierras de cultivo en Australia y Nueva Guinea. Fue introducido en Nueva Zelanda en la década de 1860, donde se convirtió en especie invasora y fue expulsando a las especies nativas. También se introdujo en las islas Salomón y las Fiyi, pero en estos lugares no se ha considerado invasora.
En la primavera comienzan los problemas entre los humanos y los verdugos en toda Australia, cuando una pequeña minoría de aves reproductoras (casi siempre machos) se vuelven agresivos y se abalanzan para atacar a cualquiera (por lo general a los ciclistas) que pase cerca de su nido. Esta especie es alimentada por amantes de las aves y es la mascota de varios equipos deportivos australianos.

## Descripción

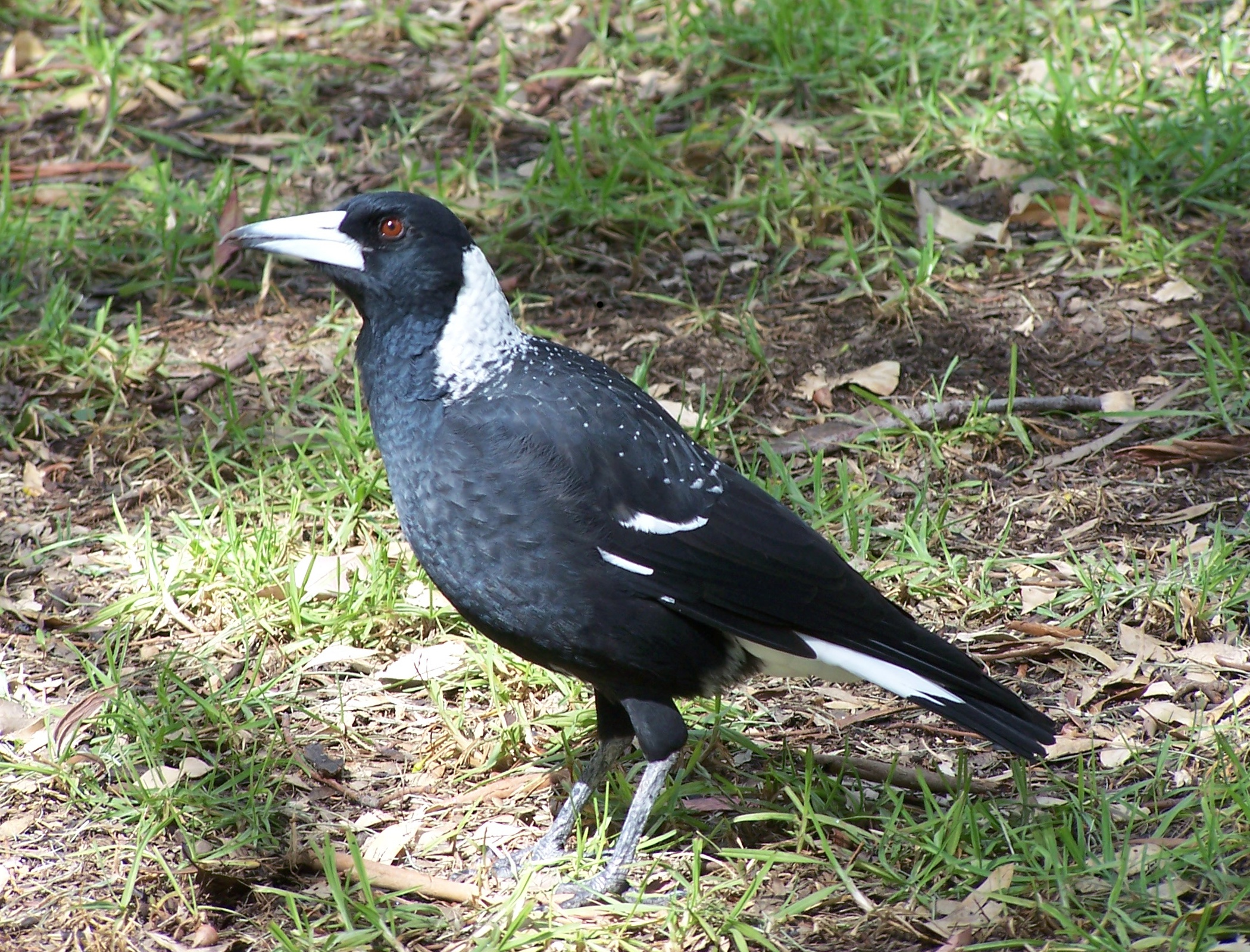
C. tibicen dorsalis (hembra). El plumaje en la nuca es completamente blanco en machos.

El verdugo flautista adulto es un ave bastante robusta que mide 37-43 cm (14.5-17 in) de longitud con una envergadura de 65-85 cm (26-33 in), y un peso de 220-350 g (12.8 oz). La forma del pico de cuña sólida de color blanco azulado y bordeado de negro, con un ganchito en la punta. Las patas son largas, fuertes y de color negro. El plumaje es una combinación de blanco puro y negro brillante. Ambos sexos en todas las subespecies tienen cabeza, alas y dorso de color negro con hombros blancos. La cola tiene una franja terminal negra. En el macho la nuca es blanca, mientras que en la hembra es blanca o gris claro. 
Los adultos tienen ojos de color rojo opaco, en contraste con los ojos amarillentos de los currawongs y los ojos blancos del cuervo australiano y otros córvidos. La principal diferencia entre cada subespecie se encuentra en unos patrones de colores llamados «monturas», que se encuentran en la parte trasera de la nuca. Las subespecies con espalda negra tienen montura negra y nuca blanca, mientras que las subespecies con espalda blanca tienen la nuca y la montura completamente blancas. El macho de la subespecie dorsal (que habita en Australia Occidental) también tiene espalda blanca, pero en las hembra la misma área es negra y cubierta por manchas blancas.
Los jóvenes tienen plumas de color gris claro y marrón claro en medio del plumaje blanco y negro; las aves dos o tres años de edad, en ambos sexos, se parecen mucho y son difíciles de distinguir de las hembras adultas. Los inmaduros tienen ojos de color marrón oscuro hasta que llegan a los dos años de edad. por lo general, el verdugo flautista vive unos 25 años, aunque se han registrado edades de hasta 30 años. La edad máxima reportada de la primera procreación varía según la zona, pero el promedio es de tres a cinco años.
En Australia es muy conocido y fácilmente reconocible, por lo que es poco probable que confundirlo con alguna otra especie. El verdugo gorjinegro tiene una figura y plumaje similares, pero el dorso es blanco —a diferencia de las partes inferiores negras del verdugo flautista—. La grallina australiana es un ave mucho más pequeño y más pálido, con tonalidades complejas y muy distintas de color blanco y negro en el plumaje. Los verdugos del género Strepera tienen un plumaje más oscuro y el pico más grueso.

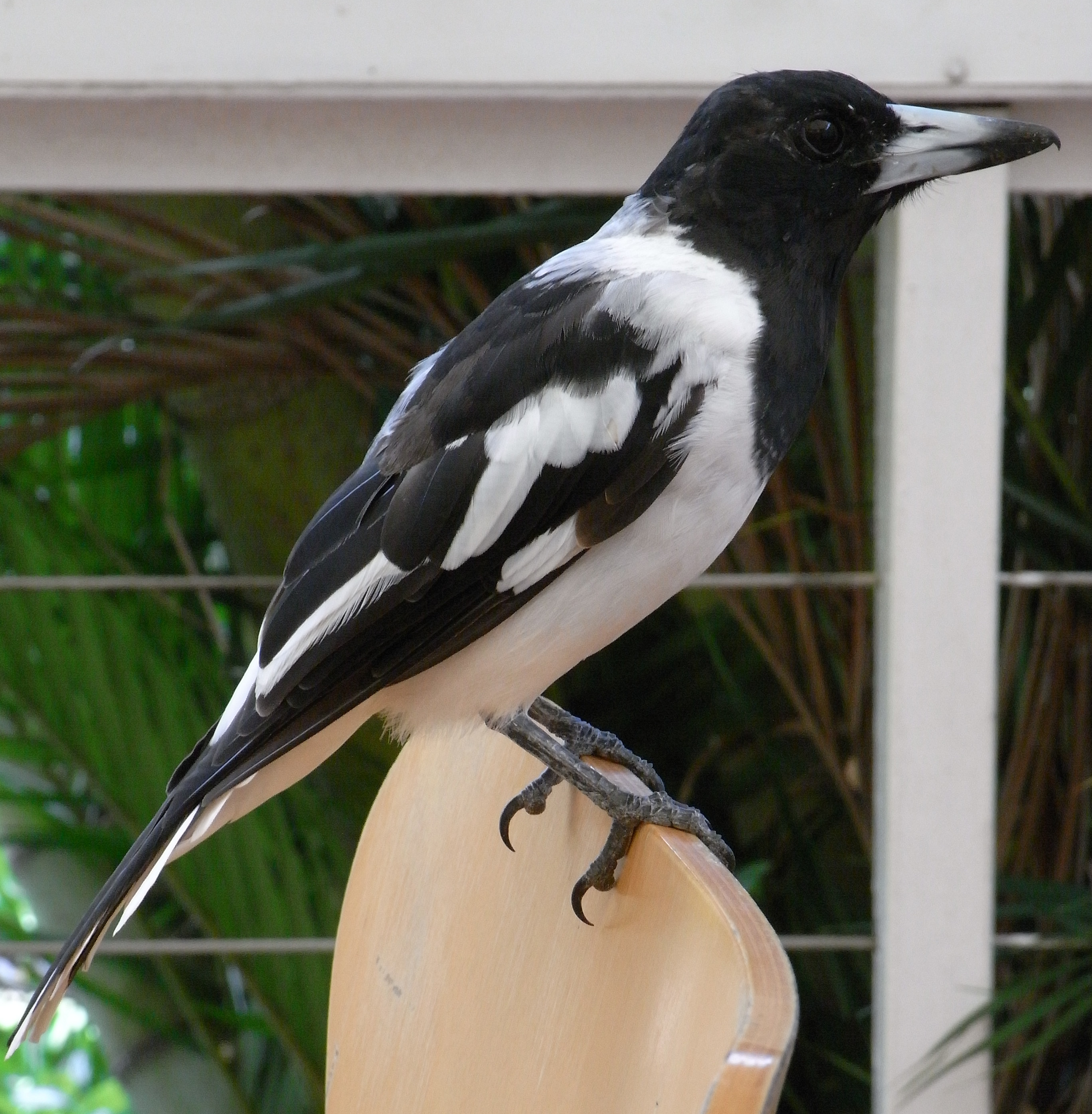
Verdugo gorjinegro (Cracticus nigrogularis)
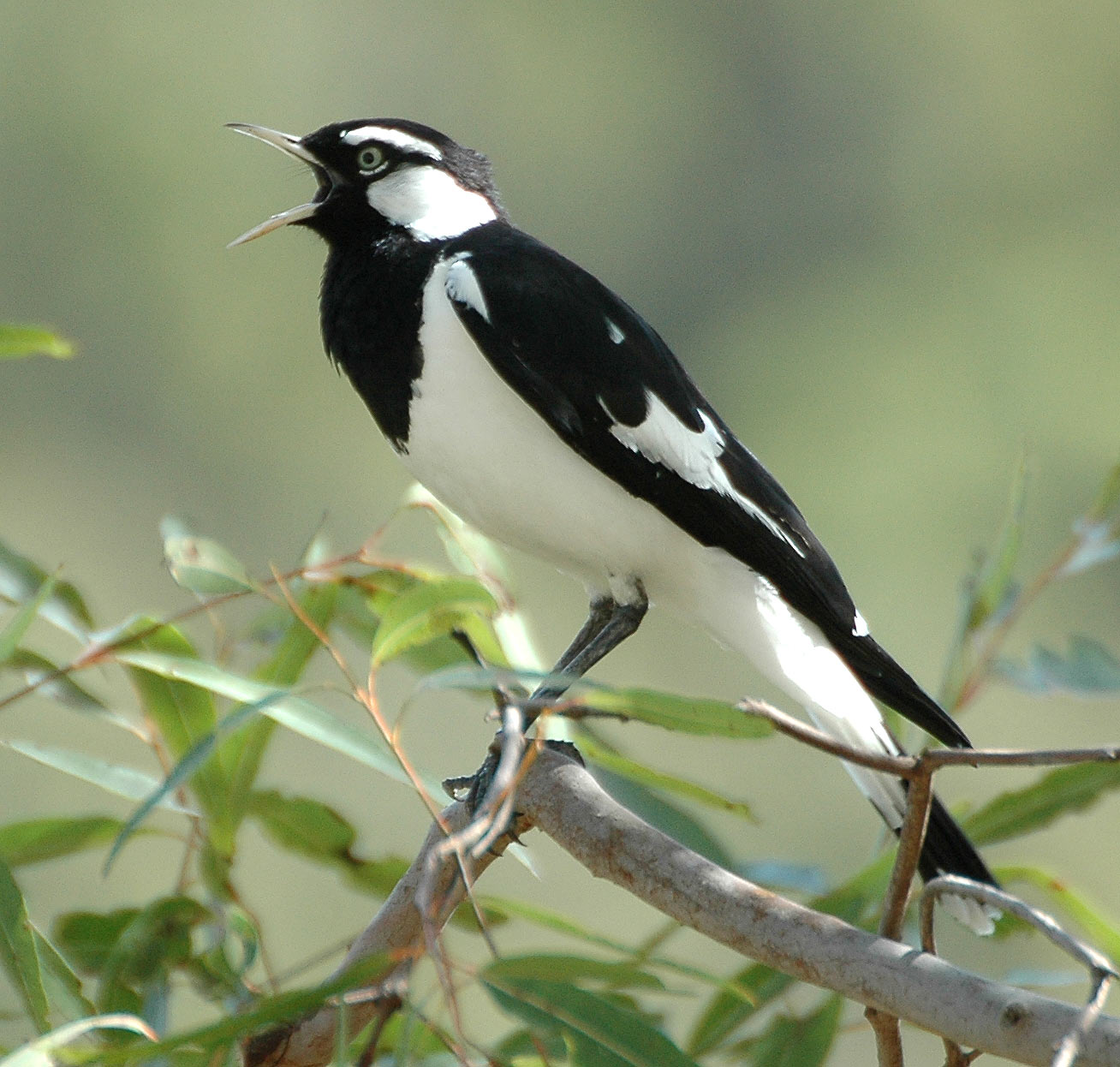
Grallina australiana (Grallina cyanoleuca)
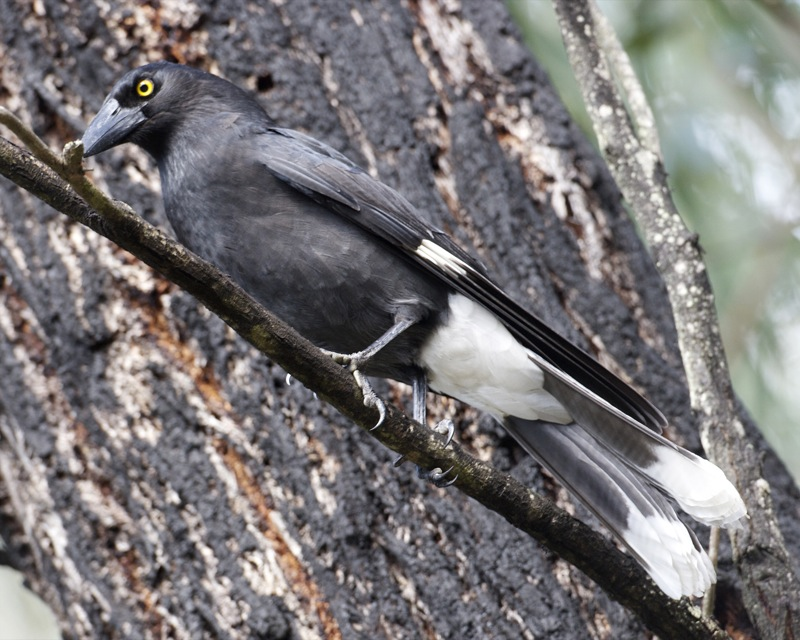
Verdugo pío (Strepera graculina)

## Ecología y comportamiento

### Vocalizaciones

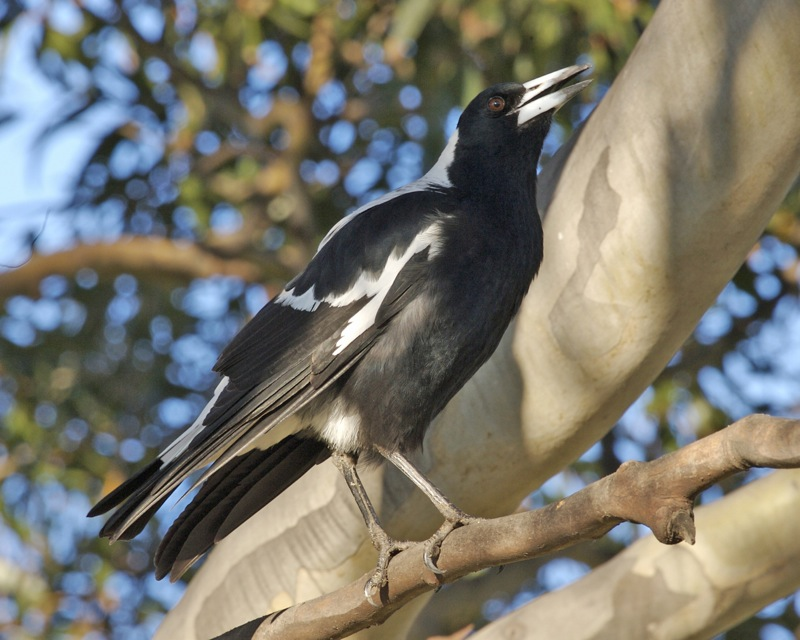
El canto del verdugo flautista es muy conocido por los australianos.

Es uno de los pájaros cantores más recocidos por los australianos, ya que tiene una amplia variedad de llamadas, muchas de ellas complejas. El tono puede variar hasta cuatro octavas, y puede imitar más de 35 especies de aves nativas e introducidas, así como los perros y los caballos. Incluso se han documentado casos en los que imitan la voz humana cuando viven en las proximidades de urbanizaciones. Su llamada compleja, musical gorjeadora es uno de los sonidos más familiares de las aves australianas. En la composición The Magpies del poeta neozelandés Denis Glover, la llamada del verdugo flautista maduro se describe como quardle oodle ardle wardle doodle, en una de las líneas más famosas de la poesía de Nueva Zelandia, y como waddle giggle gargle paddle poodle, en el libro infantil Waddle Giggle Gargle de la escritora neozelandesa Pamela Kay Allen.
Cuando está solo puede hacer un tranquilo gorjeo musical. Estos gorjeos melodiosos o complejos son tienen una frecuencia de 2-4 kHz y no recorren largas distancias. Estos cantos han sido registrados con aproximadamente 70 min de duración y son más frecuentes después de la final de la temporada de reproducción. Muchas veces las parejas utilizan una fuerte llamada musical conocida como carolling (que se podría traducir como «canto coral») para advertir sus presencias o defender su territorio; un ave inicia la llamada cuando un segundo (y en ocasiones más) se une. El tono de los carolling oscila entre 6 y 8 kHz y posee cuatro a cinco elementos con un ruido confuso y murmulleante entre cada uno de ellos; en muchas ocasiones estos carolling son precedidos por gorjeos. El verdugo flautista adopta una postura específica para el canto, al inclinar la cabeza hacia atrás, expandir el pecho, y moviendo las alas hacia atrás. Un grupo canta una versión corta y repetitiva del carolling justo antes del amanecer (popularmente conocido como dawn song, «canto del alba»), y en el anochecer después de la puesta del sol (conocido como dusk song, «canto del crepúsculo»), en invierno y primavera.
Los pichones y jóvenes emiten una llamada pedigüeña corta, repetitiva y fuerte (80 dB) y agudo (8 kHz). Las aves pueden chasquear con el pico para advertir a otras especies de aves de un peligro cercano. Emplean a varios de alarmas estridentes (de 8-10 kHz) o llamadas de reunión cuando detectaron un intruso o una amenaza. Se han registrado distintas llamadas por la aproximación de rapaces diurnas y varanos.

### Comportamiento social

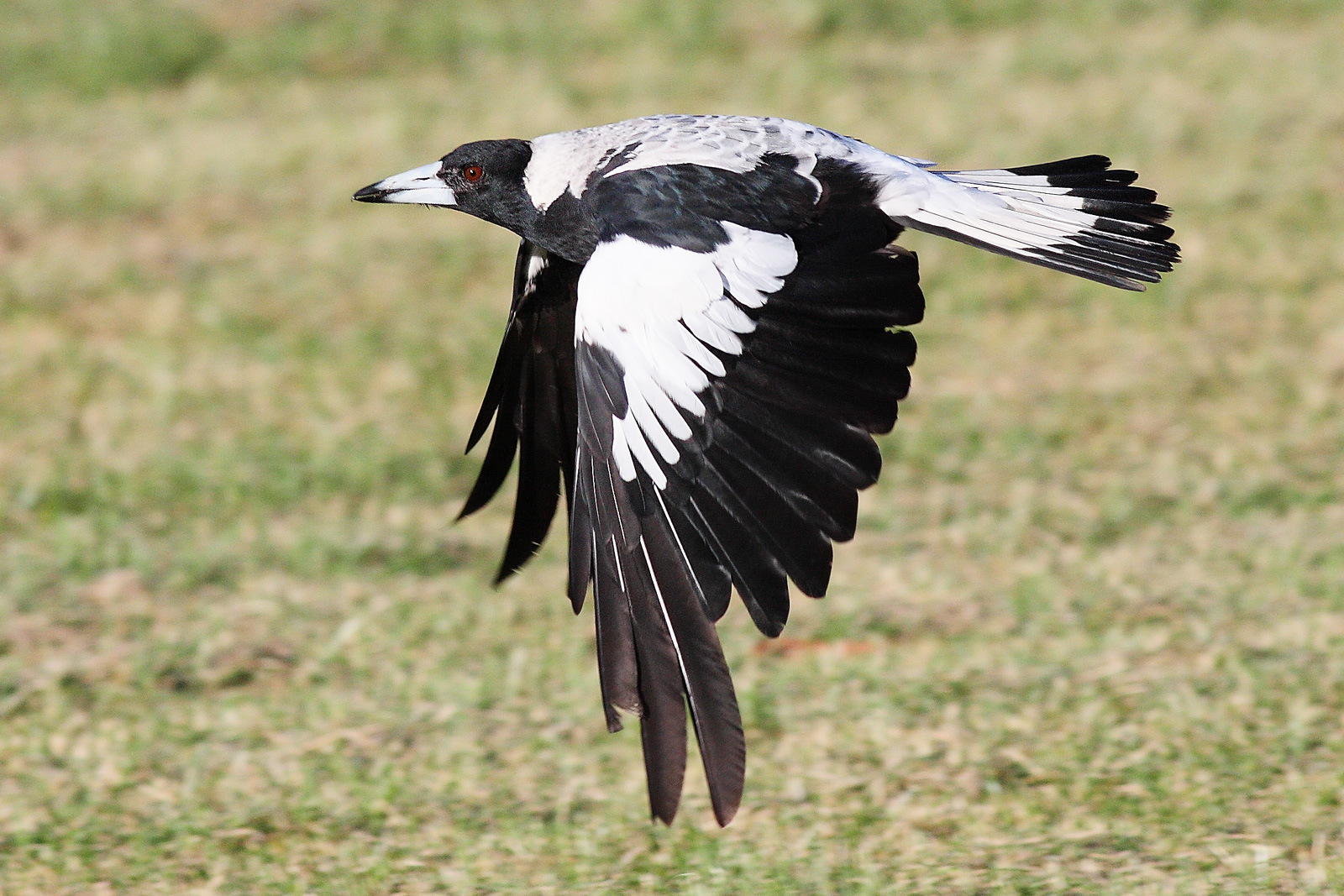
Una hembra, de la subespecie tyrannica, volando.

Es un ave casi exclusivamente diurno, aunque puede realizar llamadas en la noche, al igual que algunos otros miembros de Artamidae. Los depredadores naturales incluyen varias especies de varanos (Varanus) y al nínox ladrador (Ninox connivens). Es frecuente que muera en arrollada en las carreteras o electrocutado en las líneas eléctricas, o envenenados después de cazar y comer gorriones o ratones, ratas o conejos que han ingerido carnada. El cuervo australiano puede levarse polluelos dejados sin cuidado en el nido.

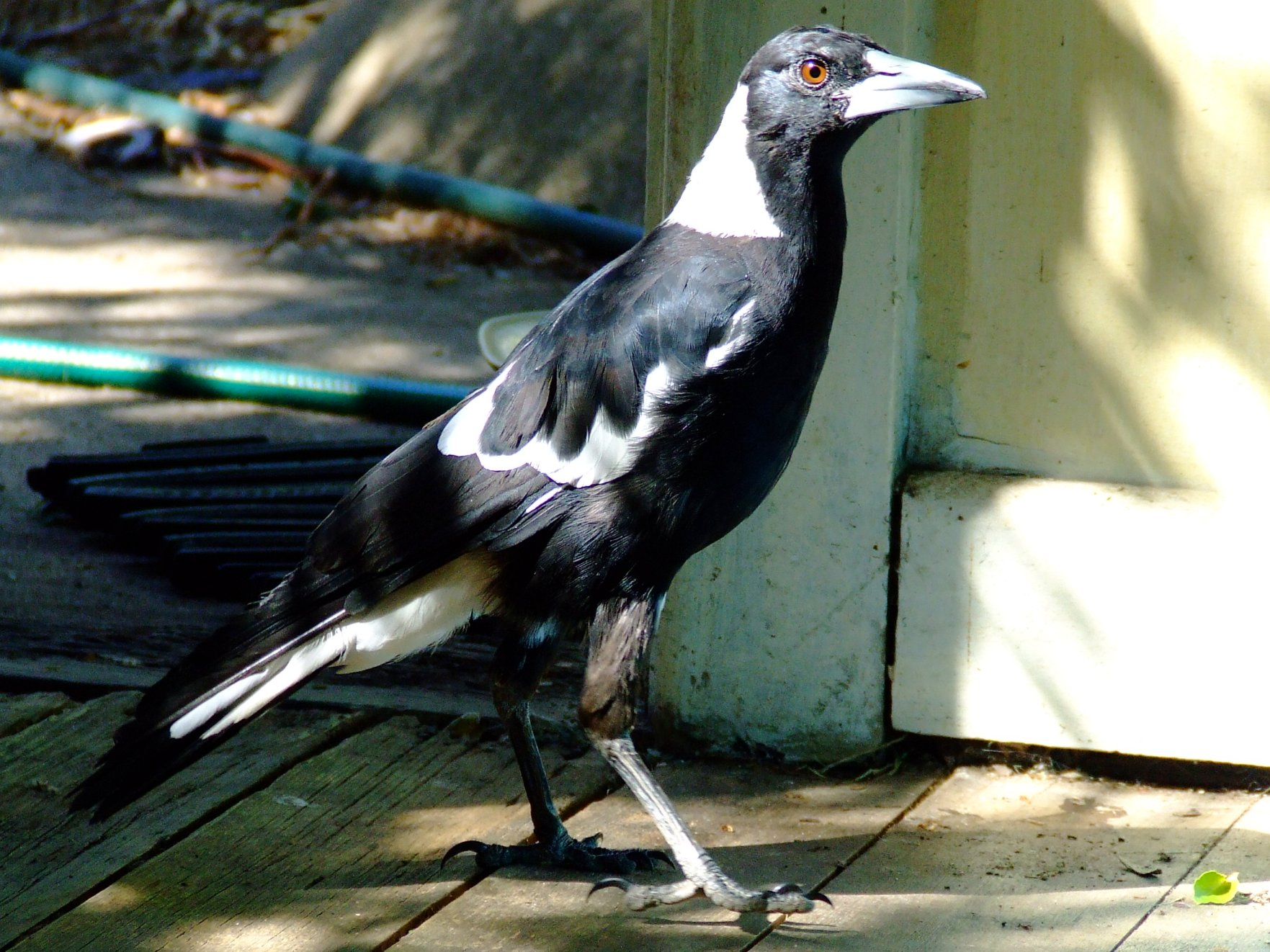
Desplazándose por el suelo.

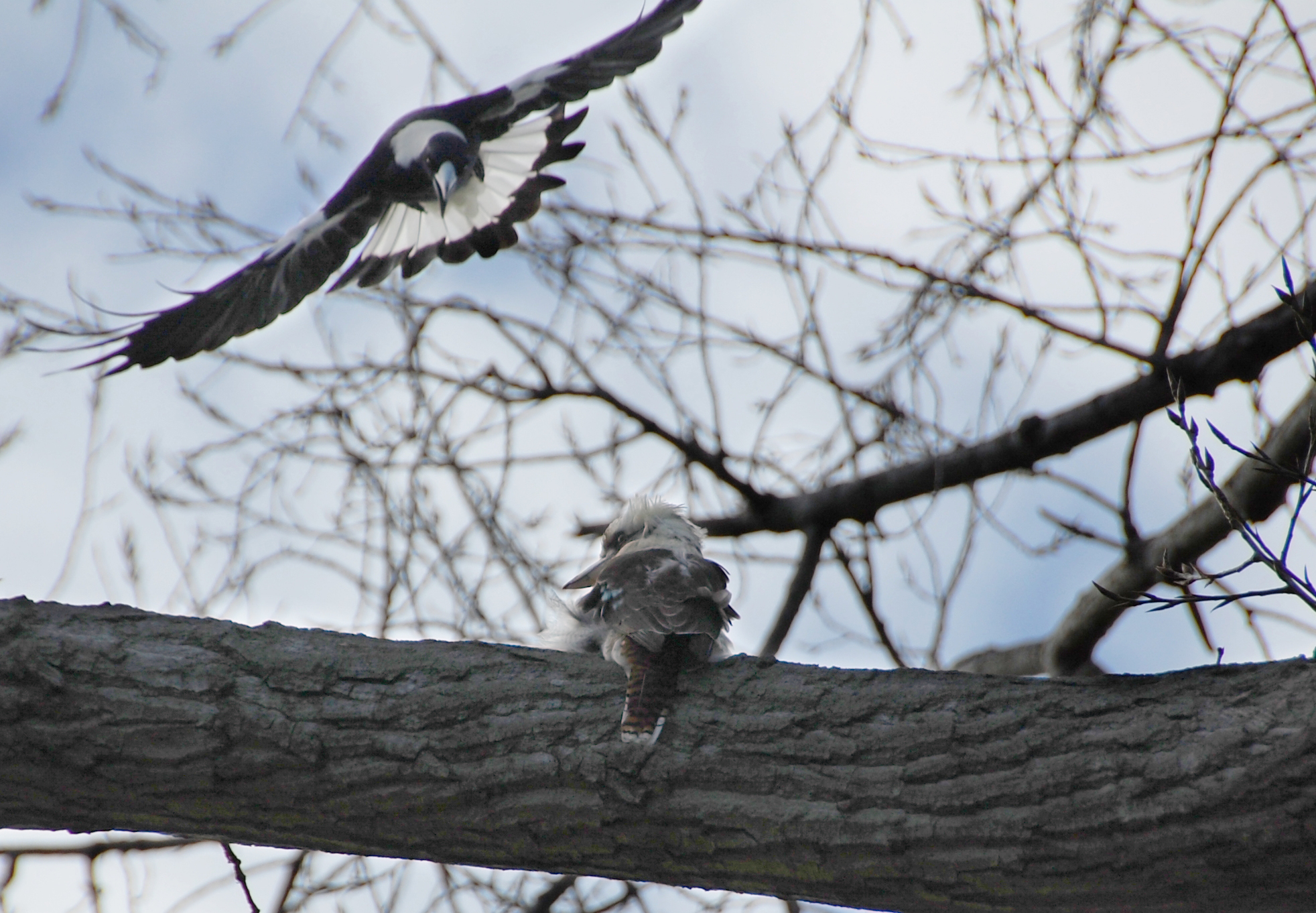
Un verdugo flautista bajando en picada hacia una cucaburra posada en una rama.

En tierra se desplaza caminando, y es el único miembro de la familia Artamidae que lo hace. Los miembros de Artamus, Cracticus y Strepera tienden a dar salto con las patas alineadas en paralelo. Anatómicamente, el ave tiene un fémur corto y una tibia larga, de modo que sus piernas son más apropiadas para caminar que correr, aunque estas aves pueden recorrer distancias cortas cuando están cazando presas. El verdugo flautista es un ave sedentaria y territorial en toda su distribución geográfica, puesto que viven en grupos que se apoderan de un territorio, o en bandadas o grupos periféricos. Un grupo puede ocupar y defender el mismo territorio durante muchos años.
Buena parte de la energía la utiliza en defender su territorio de los intrusos, en particular otras verdugos, y diferentes comportamientos observados contra diversos oponentes. Cuando divisan una rapaz, uno lanza una llamada de reunión hacia las aves centinelas del grupo para coordinar un posterior acoso del intruso. Se colocan a cada lado de la rapaz, y poder atacarla por detrás en caso de que arremeta a un miembro del grupo. La hostigarán e persiguirán hasta cierta distancia fuera del territorio. Un grupo utilizará el carolling como señal para advertir su propiedad del territorio y alertar a otros verdugos. 
En la fase de negociación entre los grupos, uno o dos verdugos dominantes desfilarán a lo largo de la frontera del territorio defendido mientras que el resto del grupo dará un pequeño paso atrás y observará el espectáculo. Los verdugos dominantes hincharán sus pechos o erizarán el plumaje, y cantarán en varias ocasiones. En un duelo o enfrentamiento, y si los dos grupos antagónicos tienen más o menos el mismo número de individuos, todos volarán y formarán una línea en la frontera del territorio. El grupo defensor también puede recurrir a una exhibición aérea, en la cual las aves dominantes, o en algunas veces el grupo entero, bajarán en picada mientras advierten con llamadas al grupo rival no entrometerse en el territorio.

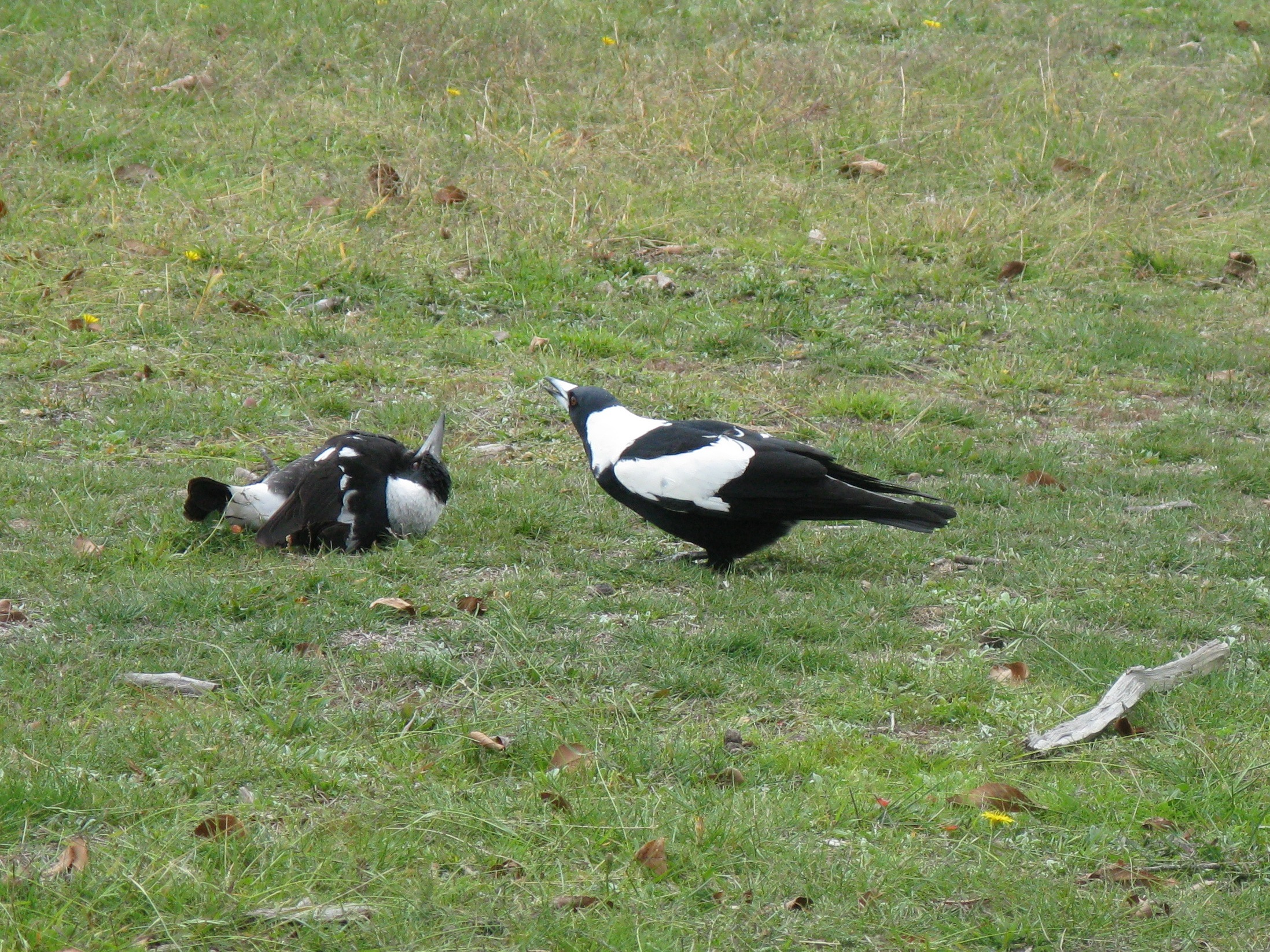
Jóvenes en sumisión.

Se han estudiado una amplia variedad de exhibiciones, con comportamientos agresivos que superan en número a los sociales. Entre los signos de sumisión, el ave se pone en cuclillas y pronuncia llamadas pedigüeñas discretas, o realiza pequeños aleteos rápidos con las plumas primarias de las alas. El ave, sobre todo los jóvenes, también puede tumbarse, rodar sobre su espalda y mostrar su dorso. Pueden erizar las plumas de los flancos como parte de un comportamiento agresivo o antes de ataque. Las aves jóvenes tienen diversas formas de comportamiento lúdico, ya sea por sí solos o en grupos, con las aves mayores que en muchas veces les enseñan cómo desarrollar estas actividades. Estos pueden incluir recoger, manipular o lanzar diversos objetos como palos, piedras o trozos de cable, y entregarlos a otras aves. También puede recoger una pluma u hoja y volar con ella, mientras otras aves le persiguen tratando de que suelte el objeto al agarrarle las plumas de la cola. Pueden saltar unos sobre otros, e también participar en una lucha fingida. Incluso pueden jugar con otras especies, como el mielero cariazul (Entomyzon cyanotis) y el bisbita neozelandés (Anthus novaeseelandiae).

### Alimentación

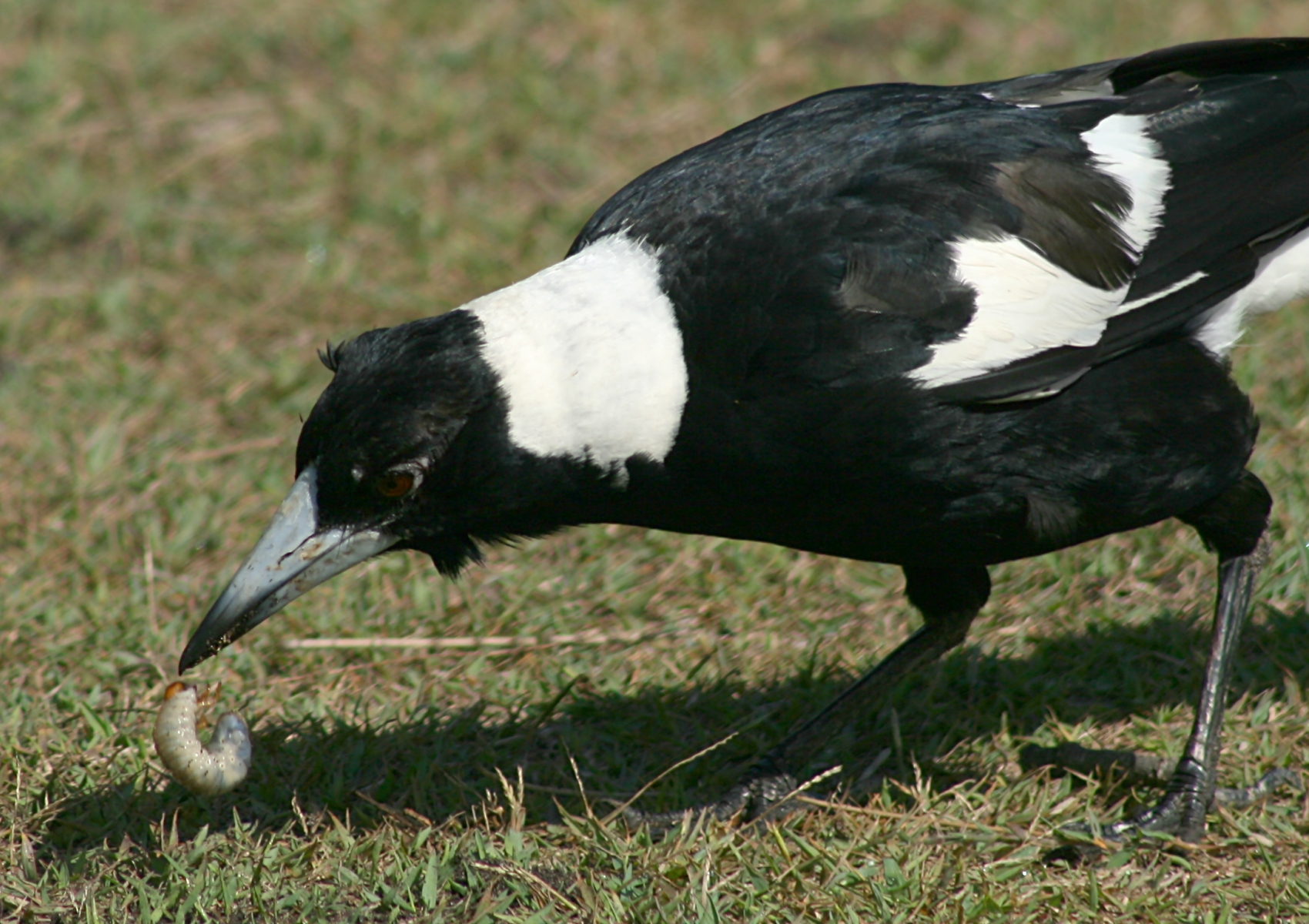
El verdugo flautista busca comida escondida en el suelo. Aquí encontró una larva.

Es un ave omnívora: consume diversos alimentos que encuentra en el suelo, incluyendo invertebrados como lombrices de tierra, milpiés, caracoles, arañas y escorpiones, así como una amplia variedad de insectos —cucarachas, hormigas, escarabajos, polillas, orugas y otras larvas—. También se ha reportado que los eslizones, ranas, ratones y otros animales pequeños, así como granos, tubérculos, higos y nueces, forman parte de su dieta. Incluso ha aprendido a consumir, de forma segura, al venenoso sapo de caña; este anfibio lleva el veneno en la espalda, por lo que el ave le da vuelta y solo come la región ventral.
El ave, que se alimenta principalmente del suelo, se pasea por las áreas abiertas buscando metódicamente insectos y sus larvas. Un estudio reveló que fueron capaces de encontrar larvas de escarabeidos por los ruidos o vibraciones. Usan el pico para cavar en la tierra o tirar los escombros en busca de alimento. Las presas más pequeñas son tragadas enteras, pero en el caso de insectos que pican, como las abejas y avispas, primero debe retirarles los aguijones.

### Reproducción

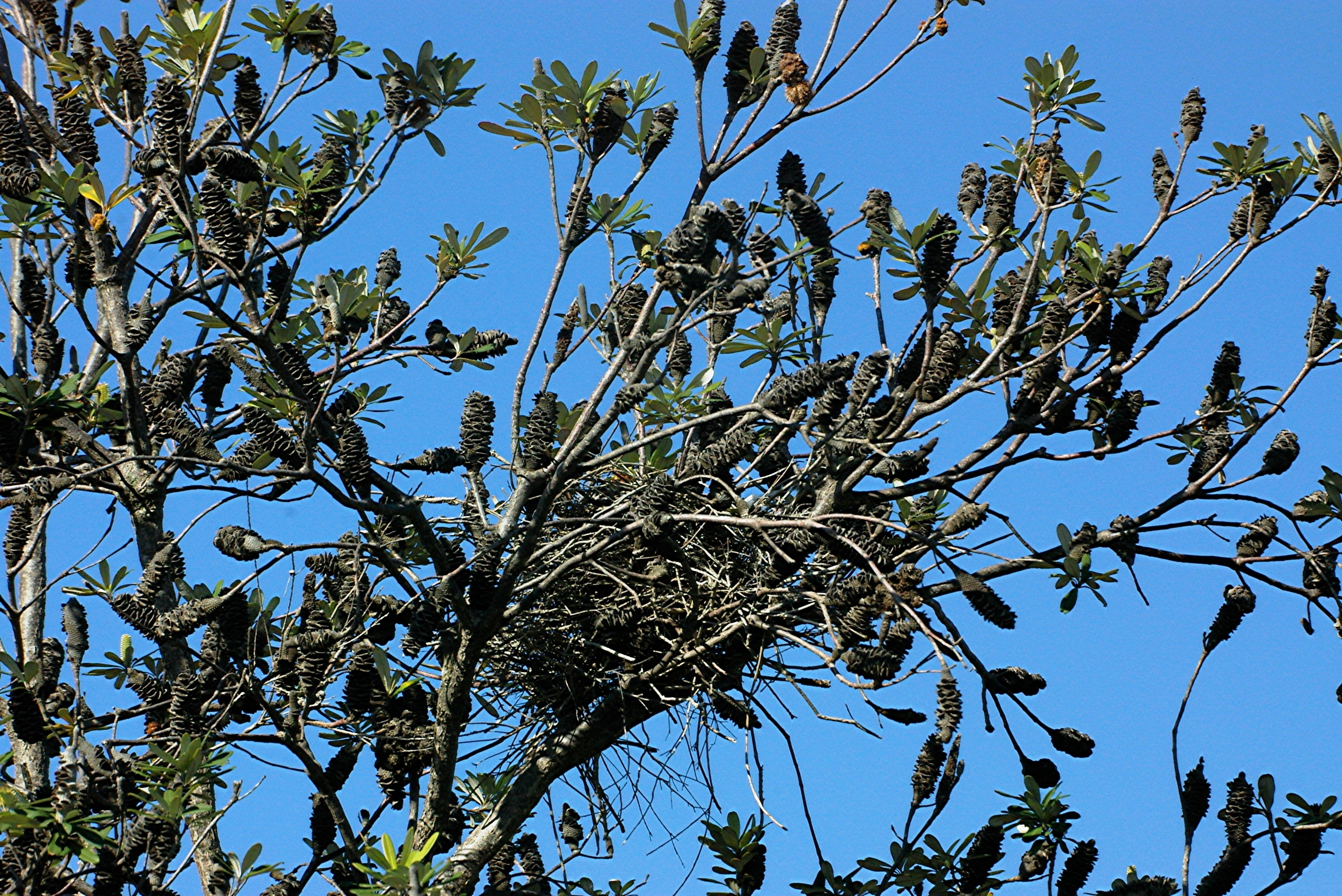
Nido construido en un árbol australiano de madreselva.

La especie tiene una larga temporada de reproducción cuyo inicio depende de la ubicación geográfica; en algunas zonas del norte de Australia se reproducen entre junio y septiembre, pero en las regiones más meridionales y frías la temporada no comenzará hasta agosto o septiembre, y puede continuar hasta enero en algunas zonas alpinas. El nido es una estructura en forma de tazón hecho de palos y forrada con material más blando, como hierbas y cortezas. Puede incorporar materiales sintéticos si viven cerca de la presencia humana. Los nidos son construidos únicamente por la hembra y es frecuente que los coloquen en la horcadura de lo alto de un árbol, en un lugar visible.
Los árboles utilizados más comúnmente son los eucaliptos, aunque ha sido reportada una variedad de otros árboles nativos, así como una pino introducido, Crataegus, y el olmo. Es normal que otras especies de aves —como la acantiza culigualda (Acanthiza chrysorrhoa), el abanico lavandera (Rhipidura leucophrys), el cariblanco meridional (Aphelocephala leucopsis) y, con menor número de veces, el mielero chillón (Manorina melanocephala)— aniden en el mismo árbol de G. tibicen. Incluso se puede localizar el nido de las dos primeras especies directamente debajo de un nido de verdugo flautista, mientras que el pequeño pardalote estriado (Pardalotus striatus) es conocido por construir una madriguera para la camada en la base del propio nido de G. tibicen. Estas incursiones son toleradas por los verdugos flautistas. El cuco tucán (Scythrops novaehollandiae) es un relevante parásito de cría en el este de Australia; la pareja de verdugos criará al joven cuco como a uno de sus hijos, que acaparará más atención que los verdugos polluelos.

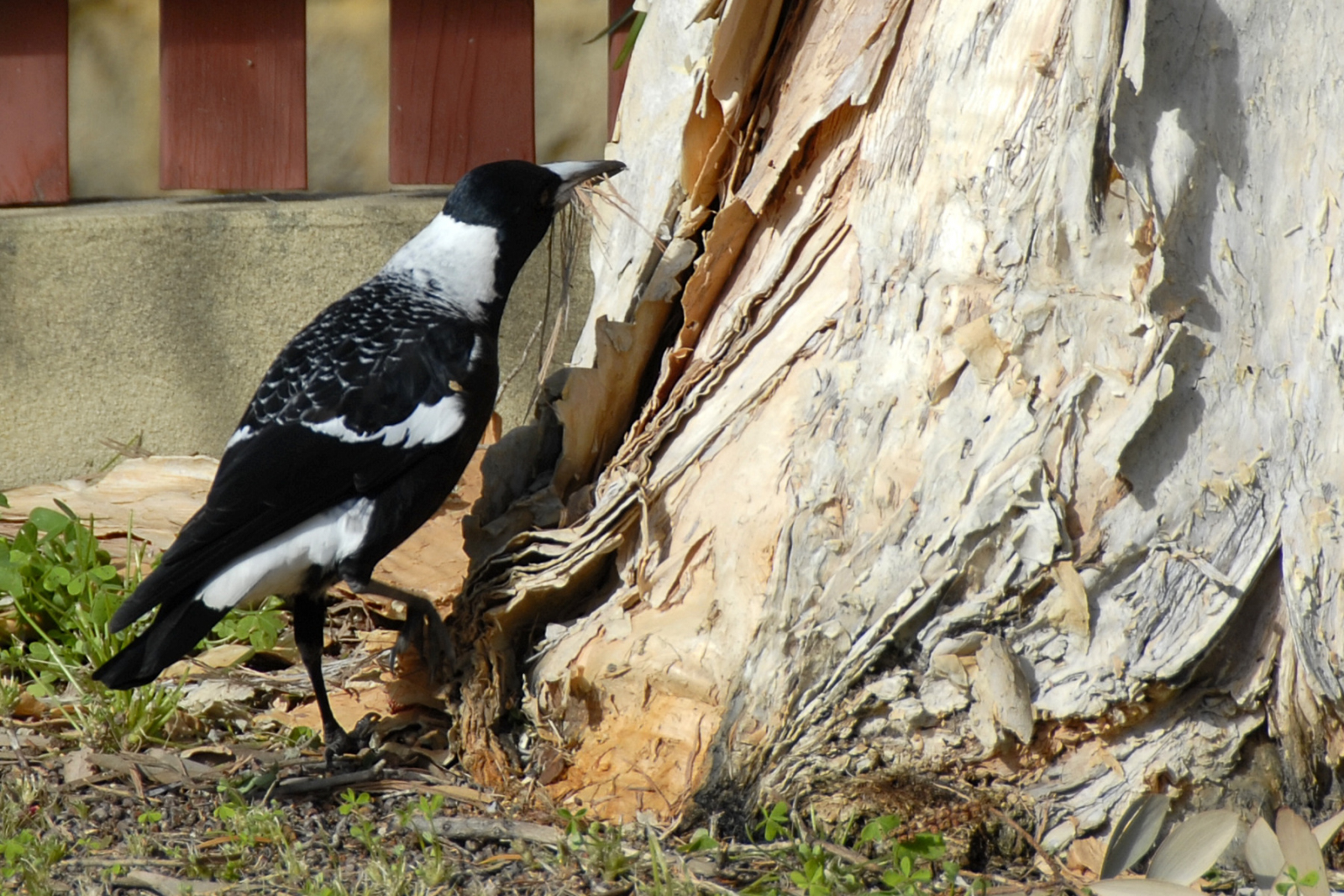
Un ejemplar recolectando material para el nido.

La hembra pone dos a cinco huevos ovalados de color azul o verde claro, y de aproximadamente 30 x 40 mm (1.2 x 1.6 in). Los huevos eclosionan sincronizadamente alrededor de 20 días después del inicio de la incubación; como todos los paseriformes, los polluelos son altriciales —nacen desnudos, rosados y ciegos, con las patas grandes, un corto y ancho pico, y una garganta de color rojo brillante—. Los ojos se mantienen completamente abiertos durante aproximadamente 10 días. Las plumas suaves y finas en la cabeza, la espalda y las alas de los polluelos aparecen en la primera semana, y las plumas inmaduras (o que no están bien desarrolladas) en la segunda semana. Las plumas blancas y negras se manifiestan desde una etapa temprana. Los pichones son alimentados exclusivamente por la hembra, aunque el macho da alimenta a su pareja. La especie es conocida por participar en la cría cooperativa, ya que otras aves del grupo contribuirán a alimentar y criar a los jóvenes. Esto varía de una región a otra, y el tamaño del grupo —dicho comportamiento es raro o inexistente en parejas o en grupos pequeños—.

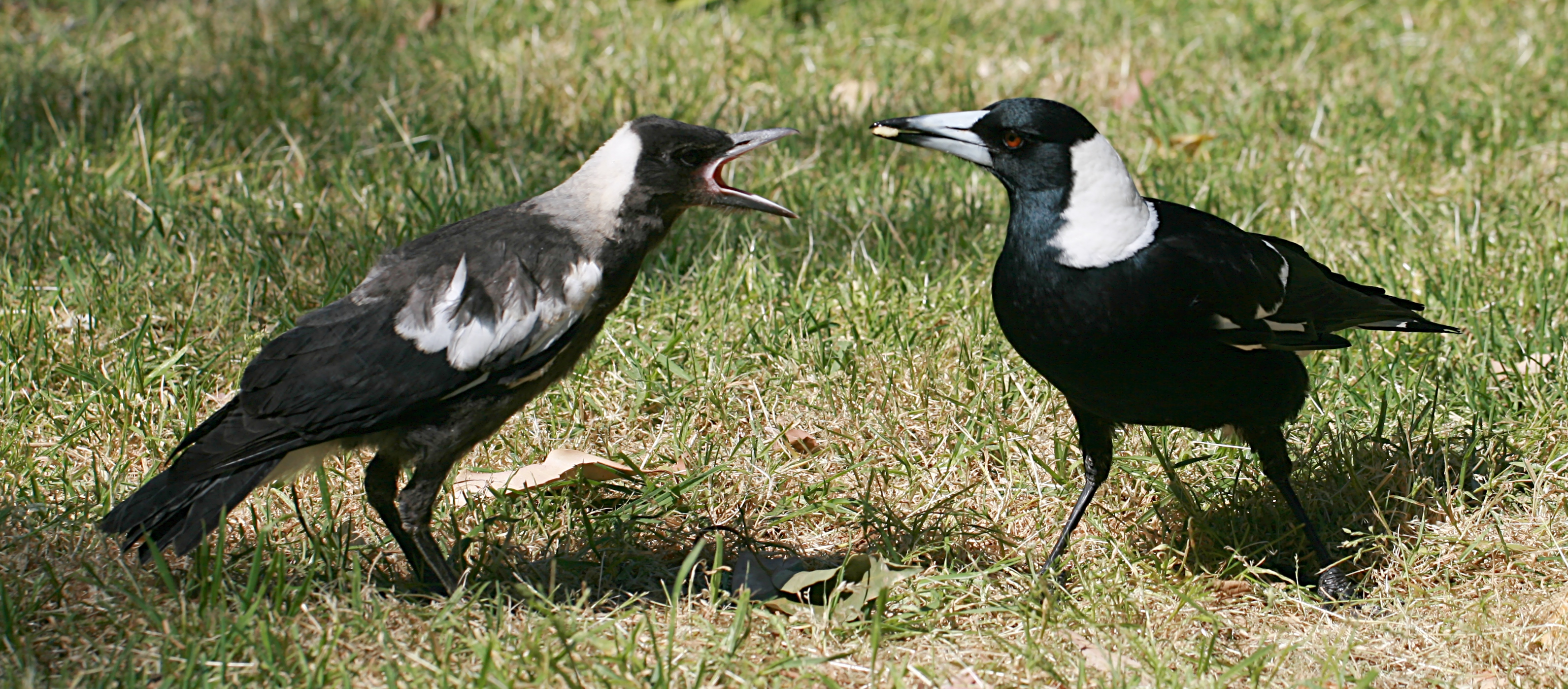
Un joven pidiendo comida a su padre.

Los jóvenes comienzan a salir en busca de comida a las tres semanas de abandonar el nido, y la mayoría puede alimentarse por sus propios medios a los seis meses de edad. Algunas aves continúan pidiendo comida hasta los ocho o nueve meses de edad, pero casi siempre son ignorados por los padres; alcanzan el tamaño adulto en su primer año. La edad a la que los jóvenes se independizan del grupo varía en toda Australia, y depende de la agresividad del adulto dominante del correspondiente sexo; los machos suelen ser expulsados a una edad más joven. Muchos se van al año de edad, aproximadamente, pero la edad de partida puede variar de ocho meses a cuatro años.

## Distribución y hábitat

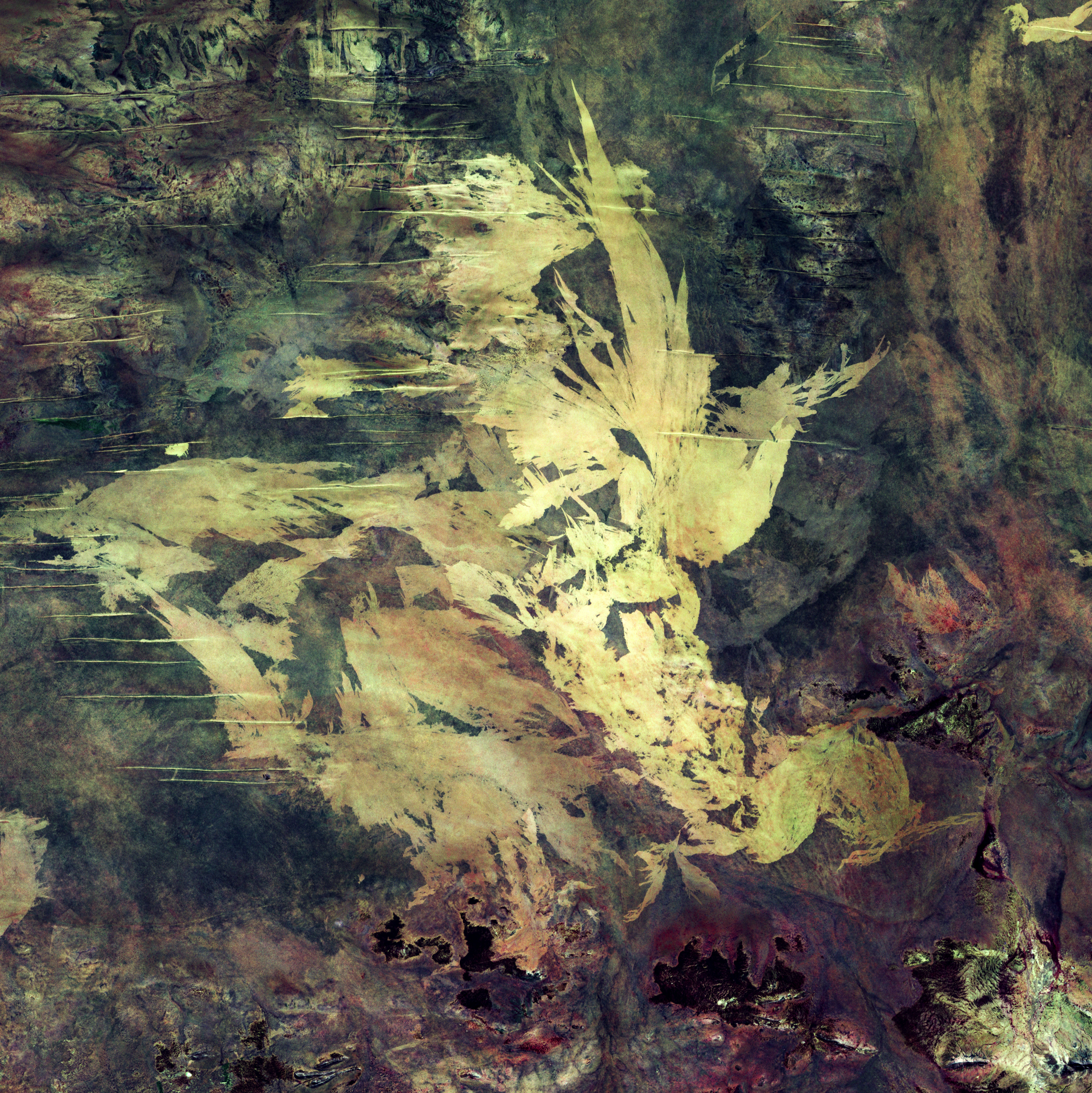
El Gran Desierto Arenoso es una de las cuantas zonas donde no habita el verdugo flautista.

El ave se encuentra en la región del Trans-Fly (en el sur de Nueva Guinea), entre el río Oriomo y el estrecho de la princesa Mariane (curso de agua entre la isla de Yos Sudarso y Nueva Guinea), y en la mayor parte de Australia, excepto en el extremo la península del Cabo York, el desierto de Gibson, el Gran Desierto Arenoso y sudoeste de Tasmania. Las aves introducidas en Nueva Zelanda fueron tomadas principalmente de Tasmania y Victoria por sociedades de aclimatación en las regiones de Otago y Canterbury en la década de 1860. La sociedad de aclimatación de Wellington liberó 260 aves en 1874.
Las subespecies de espalda blanca se extienden tanto en la Isla Norte como en el este de la Isla Sur, mientras que las subespecies de espalda negra se encuentran en la región de Hawke's Bay. Estas aves se introdujeron en Nueva Zelanda para controlar las plagas agrícolas, y eran, por tanto, una especie protegida hasta 1951. Los neozelandeses creían que esta ave afectó a las poblaciones de aves nativas, como el mielero tui (Prosthemadera novaeseelandiae) y la paloma neozelandesa (Hemiphaga novaeseelandiae), ya que en algunas ocasiones llegaban a los nidos para hurtar huevos y polluelos, pero estudios de la Universidad de Waikato pusieron esto en duda, y determinaron que muchas de las acusaciones contra el ave como depredador fueron solo anécdotas. Otras tentativas de introducción ocurrieron en las islas Salomón y Sri Lanka, aunque la especie no ha logrado establecerse en dichos países; no obstante, ha podido establecerse en el oeste de Taveuni, en Fiyi.
La especie prefiere los espacios abiertos, tales como pastizales y campos, y zonas residenciales, como parques, jardines, campos de golf y calles, con árboles dispersos o cerca de bosques. Las aves anidan y se refugian en los árboles, pero se alimentan principalmente en el suelo de las mencionadas zonas abiertas. También han llegado a habitar las plantaciones de pinos maduros, pero estas aves solo ocupan los bosques lluviosos y el bosque esclerófilo húmedo en las proximidades de las zonas deforestadas. En general, la evidencia sugiere que la distribución geográfica y la población del verdugo flautista se ha incrementado en las áreas deforestadas, aunque se ha reportado una disminución local en Queensland debido a una sequía en 1902, y en Tasmania en la década de los treinta; la causa de esto último no está clara, pero se han señalado al cebo para conejos, la tala de los pinos, y la proliferación del avefría militar (Vanellus millas).

## Taxonomía

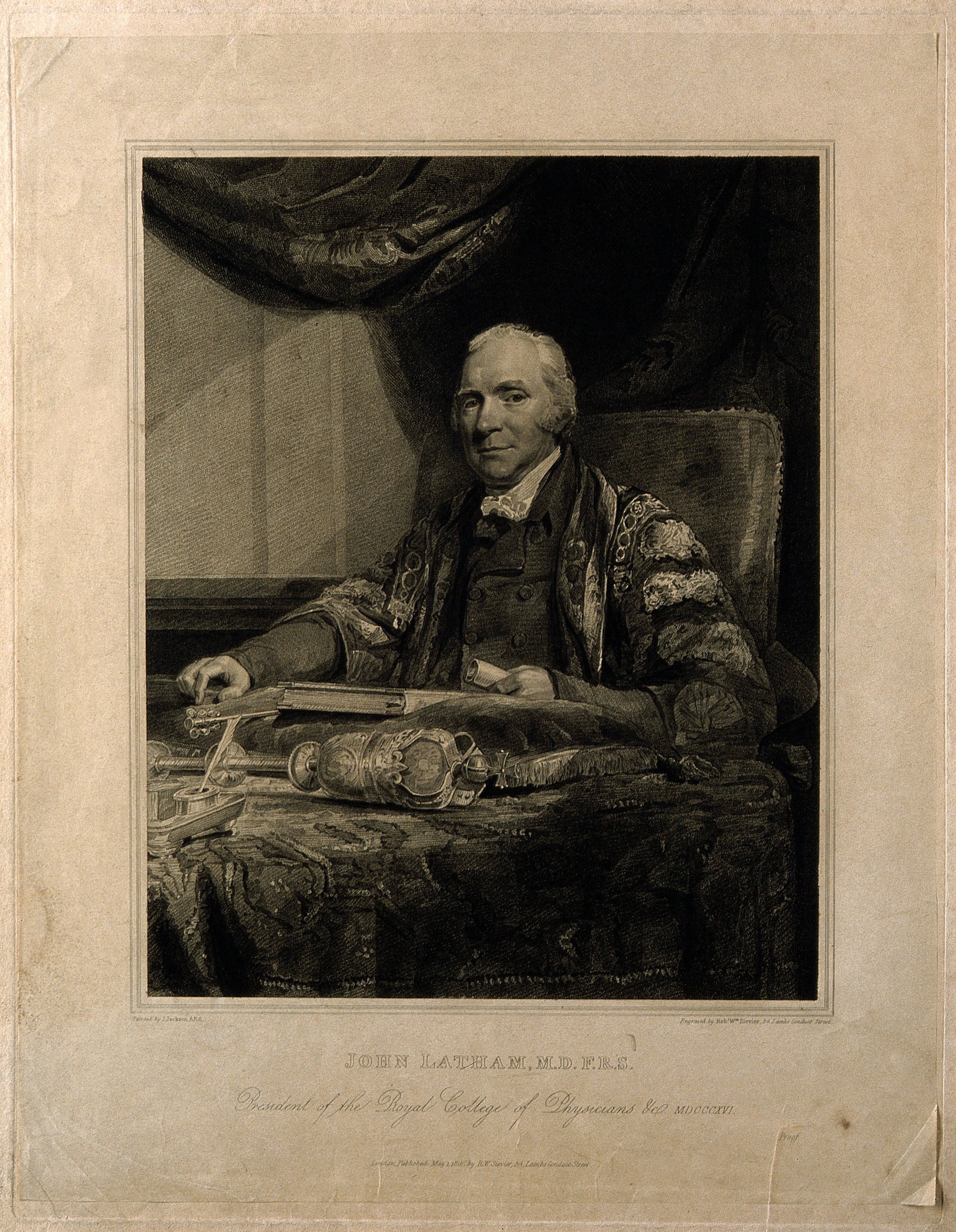
John Latham describió científicamente a la especie en 1802.

La especie fue descrita por primera vez por el ornitólogo inglés John Latham en 1802 como Coracias tibicen, a partir de un tipo recogido en la región de Port Jackson. Su epíteto específico derivado del latín tibicen significa «flautista» o «gaitero», en referencia a la llamada melodiosa del ave. Un nombre vernáculo temprana registrado es Piping Roller, escrita en una pintura de Thomas Watling, quien formaba parte de un grupo conocido colectivamente como el «pintor de Port Jackson», en algún momento entre 1788 y 1792. Entre los aborígenes australianos es conocido como tarra-won-nang, o djarrawunang, wibung y marriyang eran nombres utilizados por habitantes locales de los grupos eora y darug de la cuenca de Sídney; booroogong y garoogong en palabras wiradjuri y carrak era en términos jardwadjali de Victoria.
Entre los kamilaroi, es conocido como burrugaabu, galalu o guluu; era conocido como warndurla entre el pueblo yindjibarndi de Pilbara central y occidental. En las zonas urbanas lo llaman piping crow-shrike, piper, maggie, flute-bird y organ-bird. El término bell-magpie fue propuesto para distinguirlo de la urraca común, pero no ha ganado mucha aceptación.
La urraca canora, otro de sus nombres vernáculos, fue llamada así por tener una coloración similar a la urraca común; bautizar plantas y animales con nombres idénticos a sus homólogos europeos era una práctica común de los primeros colonos. Sin embargo, la urraca común es miembro de la familia Corvidae, mientras que su homólogo australiano se sitúa en la familia Artamidae (aunque ambas especies son miembros de un gran linaje de córvidos). Las afinidades de la especie con los miembros de Cracticus y Strepera fueron reconocidas desde el principio y los tres géneros fueron clasificados en la familia Cracticidae por John Leach Albert en 1914, después de que había estudiado la musculatura de dichas aves.
Los ornitólogos estadounidenses Charles Sibley y Jon Ahlquist reconocieron una estrecha relación entre los artemos y los verdugos del género Cracticus en 1985, y los combinaron en un clado, Cracticini, que posteriormente se convirtió en la familia Artamidae. El ave fue clasificado en un único género, Gymnorhina, pero varias autoridades, como Glen Milton Storr (en 1952) y autores posteriores que incluyen a Leslie Christidis y Walter Boles, en su checklist de 2008, lo ubicaron en el género Cracticus, al argumentar que su adaptación a la vida terrestre no era suficiente para considerarlo en un género separado. Esto fue confirmado con la publicación de un estudio molecular de 2013, que mostró que verdugo negro (C. quoyi) es el taxón hermano del verdugo flautista. Se piensa que el antepasado de las dos especies se distanciaron de Cracticus hace entre 8.3 y 4.2 millones de años, durante el Mioceno Superior hasta el Plioceno Inferior, mientras que las dos especies se separaron entre sí en algún momento durante el Plioceno (hace 5.8 a 3.0 millones de años).
En la literatura publicada durante gran parte el siglo XX, el verdugo flautista era dividido en tres especies: C. tibicen, C. hypoleuca, y C. dorsalis. Más tarde se descubrió que estas tres especies hibridizaban con facilidad y con frecuencia debido a sus territorios solapados. Esto dio lugar a que Julian Ralph Ford sugiriera la reclasificación en una sola especie en 1969, simplificación que fue seguida por la mayoría de autores en sus recientes publicaciones.

### Subespecies

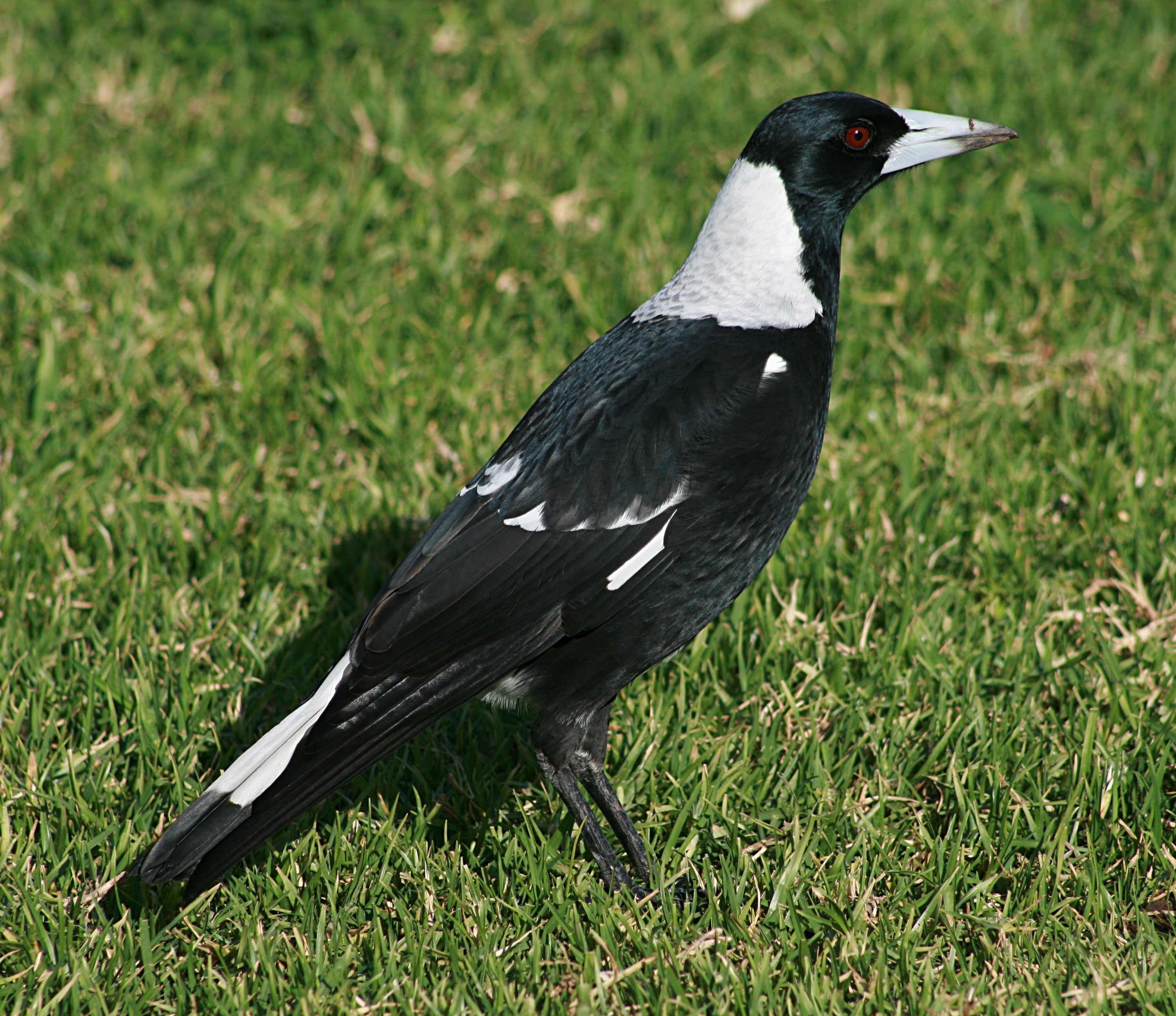
G. t. tibicen en un parque de Sídney.

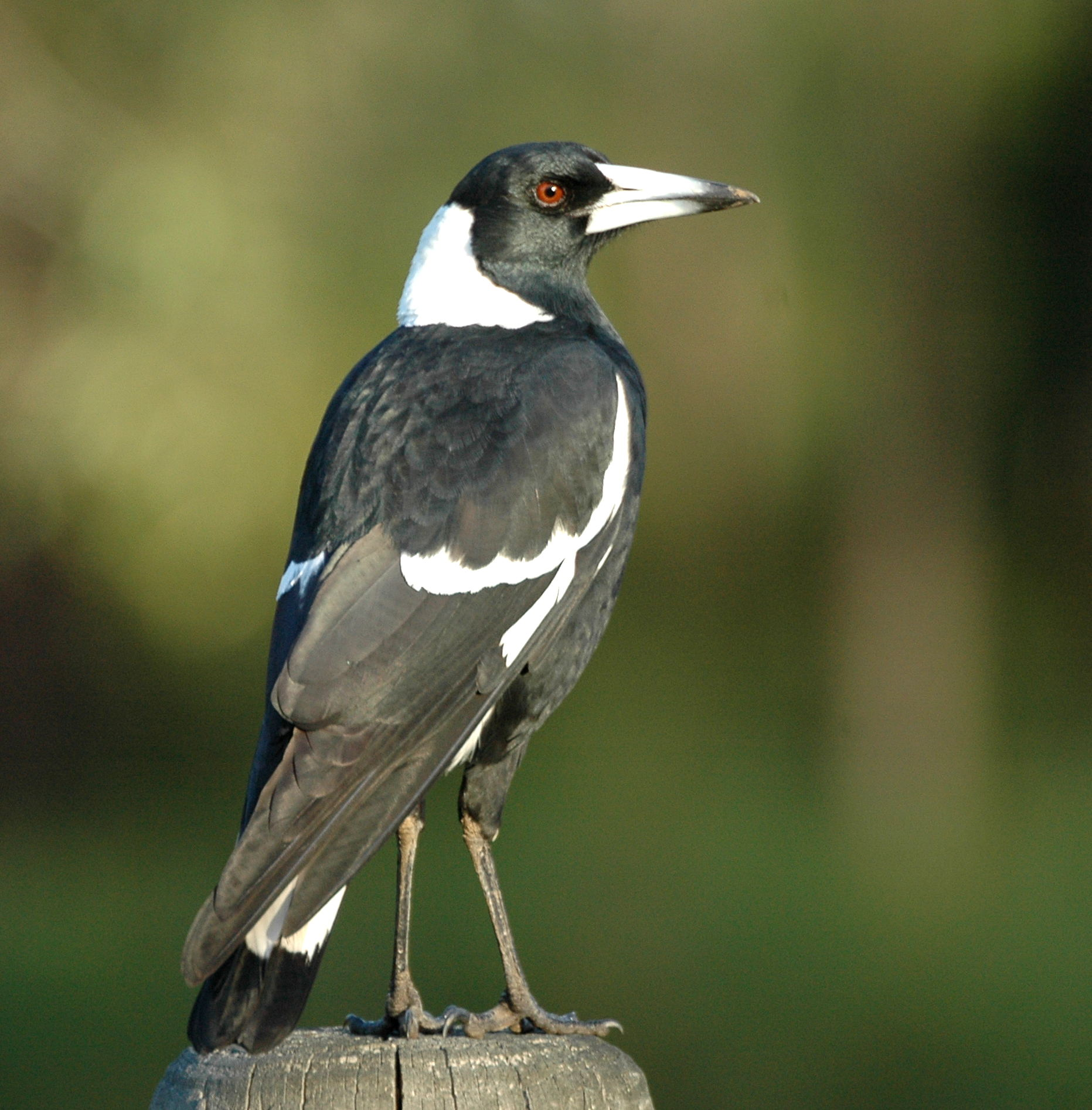
G. t. terraereginae en Queensland.

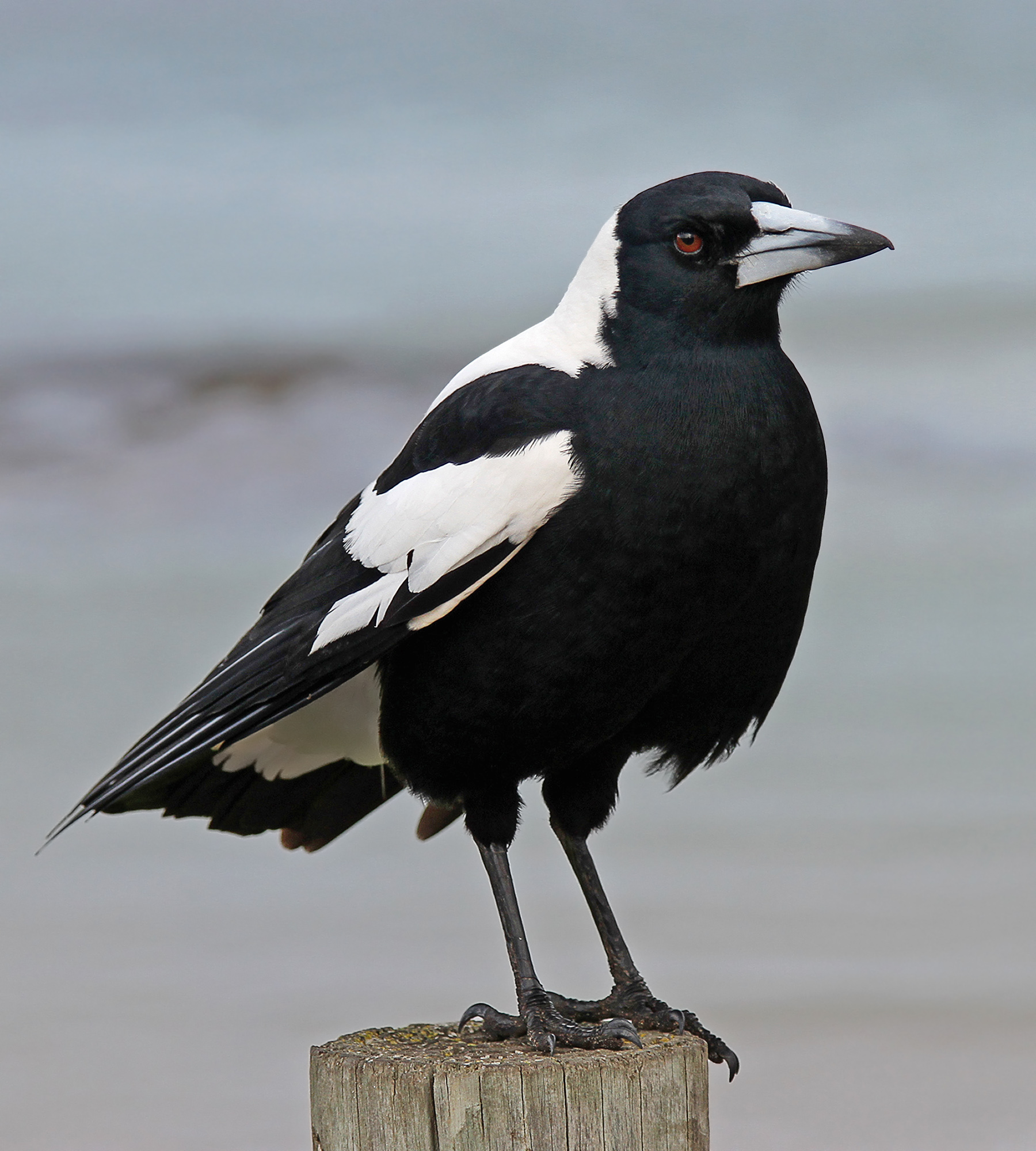
C. tibicen tyrannica, en la costa sur de Victoria. Abajo se observa su espalda completamente blanca.

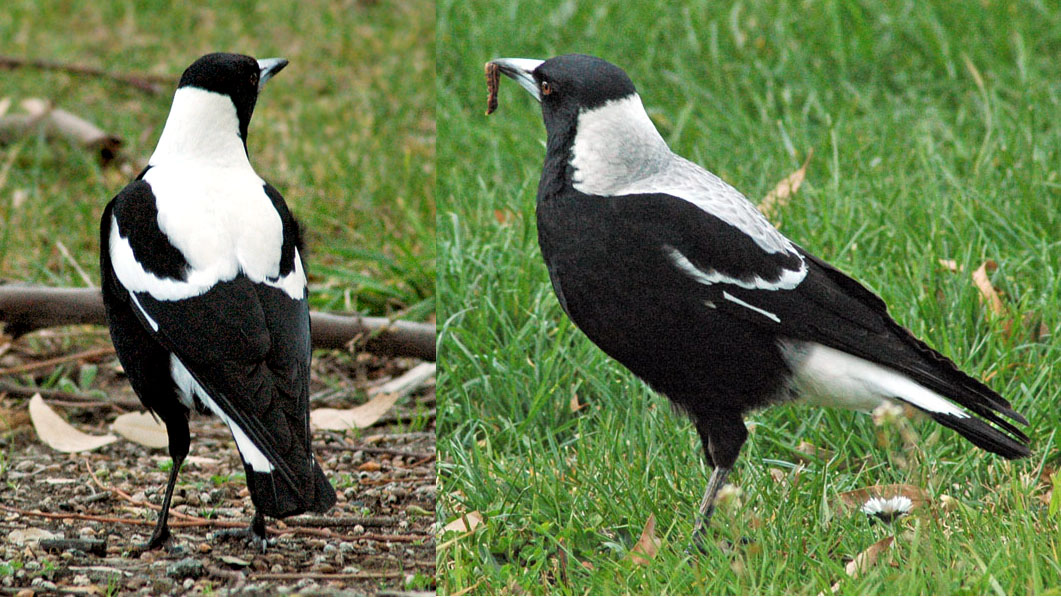
Un macho (izquierda) y una hembra de la subespecie G. tibicen hypoleuca.

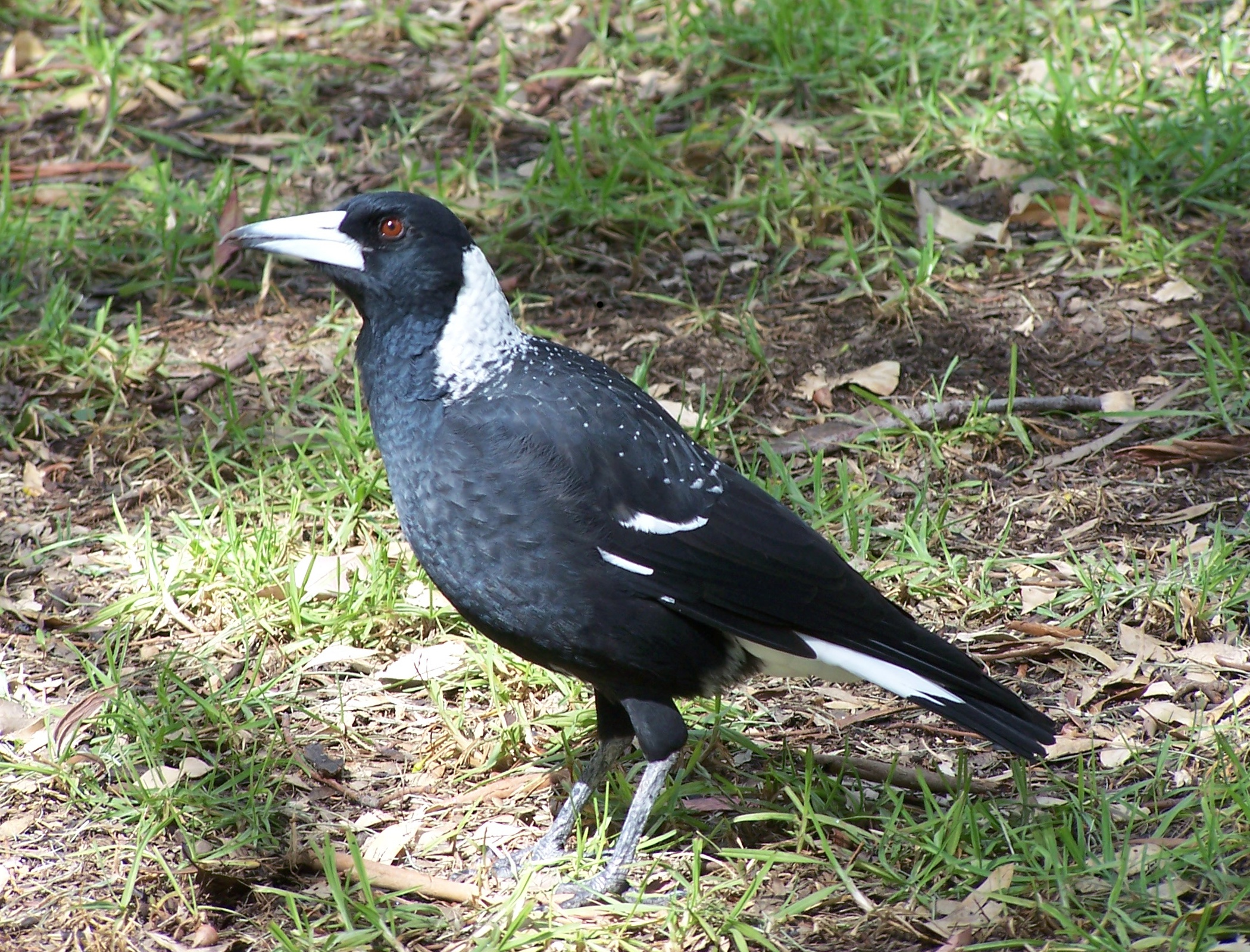
Una hembra de G. t. dorsalis. El plumaje en la nuca de los machos es de un blanco intenso.

Actualmente el verdugo flautista se subdivide en nueve subespecies, aunque existen extensas áreas de solapamiento con variaciones intermedias entre los taxones. También se ha observado una tendencia en la que las aves son más grandes en relación con el cambio de latitud, siendo la subespecie meridional la más grande en comparación con las del norte, excepto la subespecie de Tasmania, que es pequeña.
El taxón original (el más antiguo que se conoce), llamado black-backed magpie (literalmente, «urraca de lomo negro») por los australianos, y clasificada como Gymnorhina tibicen, se ha dividido en otras cuatro subespecies de espalda negra:
- C. tibicen tibicen, la subespecie nominal, es una subespecie de importante distribución geográfica que se encuentra en el sudeste de Queensland, desde las inmediaciones de la bahía de Moreton a través del este de Nueva Gales del Sur a Moruya, y desde Nueva Gales del Sur casi hasta la frontera con Victoria. Es un ave costero o vive en las cercanías de la costa y su hábitat se limita hasta al este de la Gran Cordillera Divisoria.[64]
- C. tibicen terraereginae, subespecie que se encuentra desde el cabo de la península de York y el Gulf Country hacia el sur, atravesando Queensland, hasta la costa entre la bahía Halifax en el norte y hacia el sur hasta el río Mary, y en el centro y oeste de Nueva Gales del Sur y hacia el norte de Australia Meridional; es un ave de tamaño pequeño a mediano.[64] El plumaje es el mismo que el de la subespecies nominal, aunque la hembra tiene una franja negra más corta en la cola. Las alas y el tarso son más cortos y el pico es proporcionalmente más largo.[82] Fue descrito originalmente por Gregory Macalister Mathews en 1912, y nombró esta subespecie a partir de una traducción del latín, terra («tierra») + reginae («reina», en referencia al nombre del territorio de Queensland). La hibridación con la subespecie tyrannica, de espalda blanca, ocurre en el norte de Victoria y sudeste de Nueva Gales del Sur; las variaciones intermedias tienen franjas negras de diferentes tamaños sobre la espalda blanca. Existen tres zonas de hibridación entre las ciudades de Bega y Batemans Bay, en la costa sur de Nueva Gales del Sur.[83]
- C. tibicen eylandtensis, conocida localmente como Top End magpie («urraca de Top End»), se encuentra desde la región de Kimberley (en el extremo norte de Australia Occidental), en todo el Territorio del Norte hasta atravesar la Tierra de Arnhem, la isla Groote Eylandt y el Gulf Country.[8] Es un ave pequeño con un largo y delgado pico, al igual que las aves de Groote Eylandt pero, posiblemente, todavía más pequeño en comparación a las aves continentales.[84] Tiene una estrecha franja negra al final de la cola;[85] el macho tiene una nuca completamente blanca, mientras que la hembra la tiene de color gris pálido.[84] Esta subespecie fue descrita inicialmente por H. L. White en 1922. La hibridación con la subespecie terraereginae ocurre en el sudeste del golfo de Carpentaria.[84]
- C. tibicen longirostris, llamada long-billed magpie («urraca de pico largo»), se encuentra todo el norte de Australia Occidental, desde la bahía Shark hasta introducirse en la región de Pilbara.[8] Descrito en 1903 por Alex Milligan, es una subespecie de tamaño mediano con un pico largo y delgado. Milligan especuló el pico pudo haberse adaptado a las condiciones ambientales locales, ya que un pico delgado significa que los pájaros pueden atrapar mejor escorpiones y arañas peligrosas.[86] Existe una zona de hibridación importante con la subespecie dorsalis en el centro sur de Australia Occidental, desde el sur de la bahía Shark hasta llegar hasta el río Murchison y al este del Gran Desierto de Victoria.[87]

Mientras que el grupo de la «urraca de espalda blanca», originalmente descrita como Gymnorhina hypoleuca por John Gould en 1837, también se ha dividido en subespecies:
- C. tibicen tyrannica, una subespecie con una franja blanca de gran tamaño sobre la espalda que se encuentra en los cielos de la bahía de Twofold en la costa del extremo sur de Nueva Gales del Sur, atravesando el extremo meridional de la Gran Cordillera Divisoria en el sur de Victoria hasta el parque nacional Coorong en el sudeste de Australia Meridional. Fue descrita por primera vez por Richard Schodde e Ian J. Mason en 1999.[8] Cuenta con una extensa franja negra en la cola.[85]
- C. tibicen telonocua, que se encuentra en las penínsulas de Eyre y Yorke, el sur de la ciudad de Cowell (Australia Meridional), así como el suroeste de la cordillera Gawler. Descrita por Schodde y Mason en 1999,[8] su nombre subespecífico es un anagrama de leuconota (del prefijo latino leuco-, «blanco», y notus, «conocido»). Es muy similar a tyrannica, pero la diferencia radica en que telonocua tiene el ala más corta y, por lo general, es más ligero en peso y más pequeño en tamaño. El pico es relativamente corto en comparación con las otras subespecies del verdugo flautista. Las variaciones intermedias se encuentran en la sierra de los montes Lofty y en la isla Canguro.[81]
- C. tibicen hypoleuca es una subespecie de pequeño tamaño con un pico corto y compacto, y con alas cortas, que se encuentra en la isla King y las Flinders, así como en toda Tasmania.[8]

C. tibicen dorsalis, llamada western magpie («urraca occidental») por los habitantes locales, fue descrita originalmente como una especie independiente por A. J. Campbell en 1895 y se encuentra en la esquina fértil del sudoeste de Australia Occidental. El macho adulto tiene la espalda de color blanco y se parece mucho a la subespecie telonocua, aunque es un poco más grande en tamaño, con un pico más largo y una franja negra más estrecha en el plumaje de la cola. El plumaje de la hembra es un poco inusual, ya que tiene una plumas de color negro o marrón-negro en el manto y la espalda, con plumas oscuras bordeadas de blanco. El plumaje de esta parte del cuerpo de hace de un negro más uniforme a medida que el ave envejece y los bordes se desgastas. Ambos sexos tienen piernas negras.
C. tibicen papuana, llamada New Guinean magpie («urraca de Nueva Guinea»), es una subespecie poco conocida se encuentra en el sur de Nueva Guinea. En el macho adulto la parte blanca sobre la espalda es de gran tamaño con una raya negra y estrecha en el centro, y la espalda de la hembra es negruzca; las plumas negras están bordeadas de blanco de manera similar a la subespecie dorsalis. Tiene un pico largo que se asemeja al de la subespecie longirostris.

Mapa de la distribución geográfica de las subespecies del verdugo flautista en Australia y el sur de Nueva Guinea.

| G. t. tibicen. G. t. terraereginae. G. t. eylandtensis. | G. t. longirostris. G. t. tyrannica. G. t. telonocua. | G. t. hypoleuca. G. t. dorsalis. G. t. papuana. |

## Relación con el ser humano

### Ataques
Estas aves siempre se pueden encontrar en las zonas urbanas de toda Australia, y se han acostumbrado a la gente. Un pequeño porcentaje de estas se vuelven altamente agresivas durante la temporada de reproducción desde finales de agosto hasta principios de octubre, y caerán en picada y, en algunas veces, atacan a los transeúntes. El porcentaje ha sido difícil de estimar, pero es significativamente inferior al 9 %. Casi todos los verdugos flautistas que atacan (alrededor de 99 %) son machos, y son conocidos popularmente por embestir a los peatones que pasan a 50 m (150 in) del nido, y los ciclistas a 100 m (300 in). Los ataques comienzan cuando los huevos eclosionan, la frecuencia y severidad aumenta a medida que crecen los polluelos, y terminarán cuando los jóvenes abandonan el nido.
El verdugo flautista puede realizar en una creciente serie de comportamientos para expulsar a los intrusos. En la primera etapa, menos amenazadora, utiliza llamadas de alarma y arremetidas aéreas distantes, donde vuelan a unos cuantos por detrás de las personas y se posan en un árbol cercano. En la siguiente etapa, intensica las embestidas cercanas, en las que un verdugo flautista se lanza en picada la persona por atrás o un lado, y emite un sonido parecido a una explosión con sus picos, o incluso picotean o muerden a la gente en la cara, el cuello, las orejas o los ojos. En raras ocasiones, un pájaro puede picotear en la cara como en el pecho para aturdir y golpear al intruso (por lo general, a un ciclista). También hay otros casos en los que puede atacar cuando aterriza en el suelo delante de una persona, dando bandazos y dirigiéndose al pecho de la víctima para luego picotear en la cara y los ojos. Estos ataques pueden causar lesiones, como heridas en la cabeza y los ojos (casuando  desprendimiento de retina y  conjuntivitis infecciosa por las bacterias originarias del pico que el ave utiliza para cavar en el suelo), y la embestida inesperada al ciclista mientras conduce puede provocar la pérdida de control de la bicicleta, lo que puede causar lesiones.
Si es necesario caminar cerca del nido hay que usar un sombrero de ala ancha o de legionario, o usando una sombrilla se disuadirá a las aves agresivas; pero no gorros y cascos de bicicleta ya que estos son de poca utilidad, porque los pájaros atacan a los lados de la cabeza y el cuello. Los verdugos flautistas prefieren precipitarse en la parte trasera de la cabeza, así que hay que mantener la vista dirigida al ave en todo momento y poco a poco se desalentará. El uso de un disfraz sencillo puede engañar la precepción que el ave tiene de la persona que está observando, como llevar gafas de sol en la parte posterior de la cabeza. Ojos pintados en sombreros o cascos impedirán agresiones a los peatones, pero no a los ciclistas.
Los ciclistas pueden evitar los ataques al fijar un palo largo con una bandera a la bicicleta como un medio de disuasión, y atar cables en los cascos se ha vuelto común desde 2008 y parece dar buenos resultados.
Los verdugos flautistas son una especie nativa protegida en Australia, por lo que es ilegal matarlos o hacerles daño. Sin embargo, esta protección se omite en algunos estados si un verdugo flautista ataca a un ser humano, lo que permite a las autoridades neutralizar al ave si se considera particularmente agresivo (tal disposición se establece, por ejemplo, en la sección 54 de la Ley de Parques Nacionales y de Vida Silvestre de Australia Meridional). En los casos en que uno o varios pueda(n) llegar a comportarse de forma extremadamente agresiva, y a picotear a la gente en la cara, es muy difícil disuadir el ataque de estas aves sin necesidad de ayuda. Si alguien es atacado, lo recomendable es gritar y agitar vigorosamente los brazos para evitar que el pájaro haga un segundo ataque. Pero si se convierte en una molestia seria, las autoridades locales están autorizadas legalmente para dispararle o, más simplemente, capturalo y transferirlo a una zona deshabitada. Estas aves tienen que ser trasladadas a una distancia considerable, ya que casi todas son capaces de encontrar su camino de regreso desde distancias inferiores a 25 km. Retirar o destruir el nido en la calle es inútil, ya que estas aves se reproducirán otra vez (incluso fuera de temporada), y posiblemente se comportarán más agresivas la segunda vez.
Algunos habitantes afirman que los ataques se puede prevenir al alimentar con la mano a los verdugos. Esta especie se puede acostumbrar a ser alimentada por los seres humanos, y, aunque son salvajes, regresarán al mismo sitio en busca de migajas. El objetivo es que los seres humanos sean para ellos una amenaza menor a los polluelos. Aunque esto no se ha estudiado científicamente, hay reportes de su éxito.

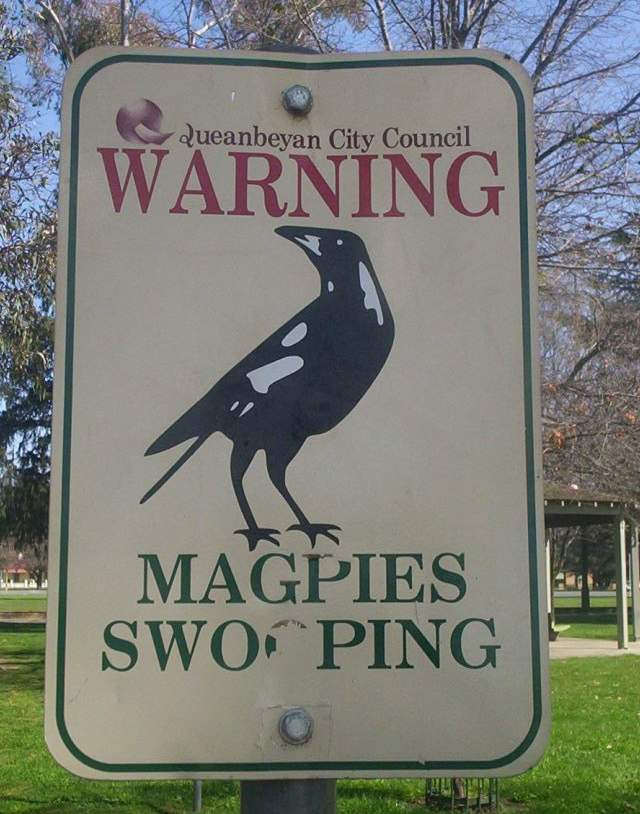
Una señal de advertencia en la ciudad de Queanbeyan, que dice: «Cuidado. Verdugos descendiendo en picada».
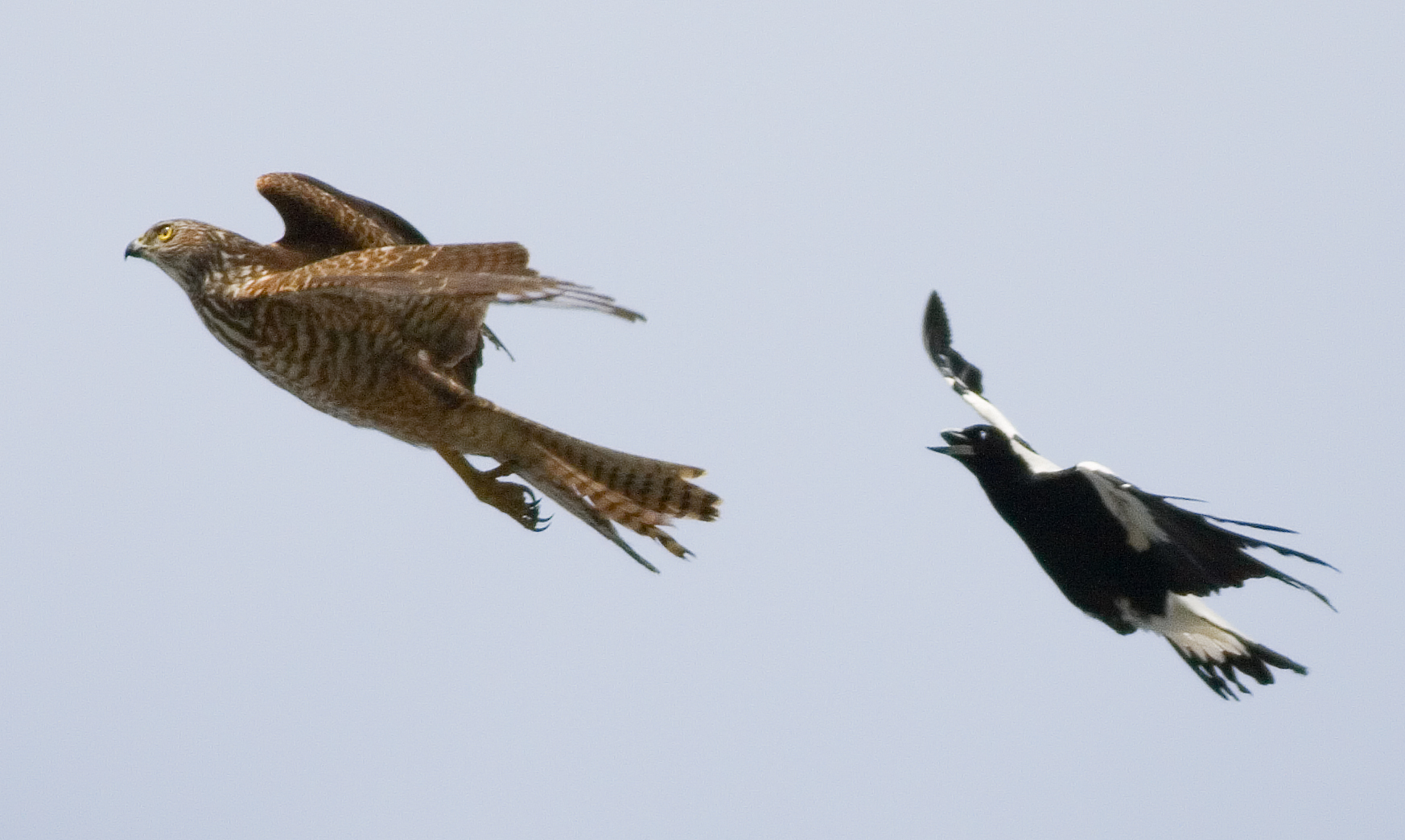
Un verdugo flautista persiguiendo a un azor australiano, para defender su territorio.
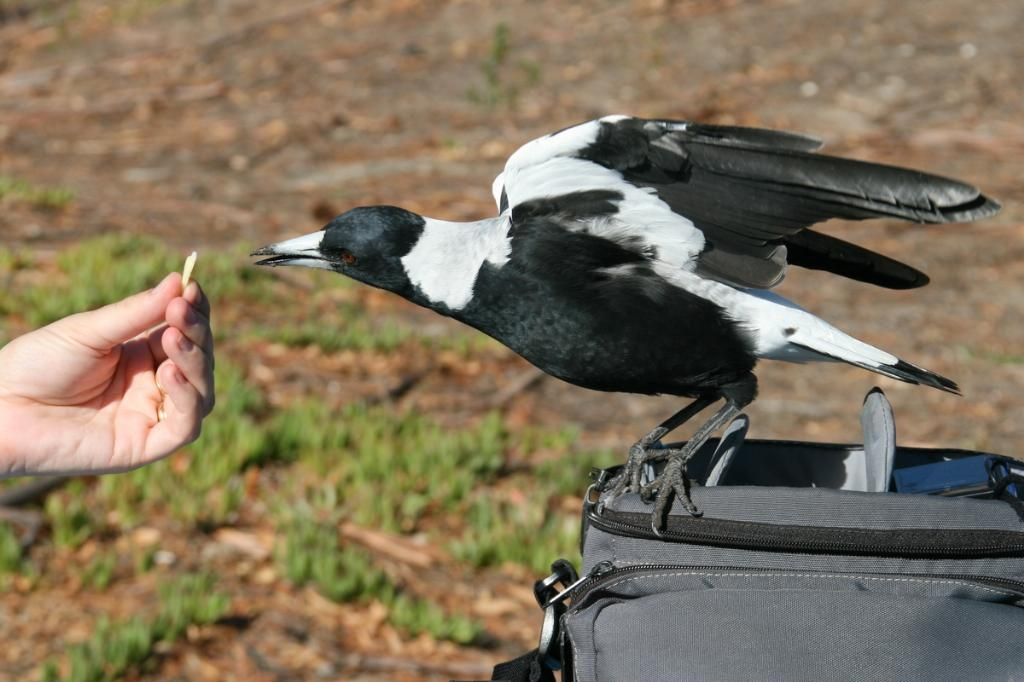
Un ejemplar de la subespecie G. tibicen hypoleuca recibiendo comida.

### Referencias culturales

La bandera de Australia Meridional, con el piping shrike.